# 2022–2023-as UEFA Európa Konferencia Liga (selejtezők, főág)
A 2022–2023-as UEFA Európa Konferencia Liga selejtezőit négy fordulóban bonyolították le 2022. július 7. és augusztus 25. között. A főágon összesen 141 csapat vett részt, melyből 17 csapat jutott be a 32 csapatos csoportkörbe.

## Lebonyolítás
A bajnoki ág a következő fordulókat tartalmazta:
- 1. selejtezőkör (60 csapat): 60 csapat lépett be a körben.
- 2. selejtezőkör (90 csapat): 60 csapat lépett be a körben, és 30 győztes az 1. selejtezőkörből.
- 3. selejtezőkör (54 csapat): 9 csapat lépett be a körben, és 45 győztes a 2. selejtezőkörből.
- Rájátszás (34 csapat): : 7 csapat lépett be a körben (ebből 3 csapat kieső az Európa-liga 3. selejtezőkörének főágáról), és 27 győztes a 3. selejtezőkörből.

A rájátszás 17 győztes csapata továbbjutott a csoportkörbe.

## Fordulók és időpontok
A mérkőzések időpontjai a következők (az összes sorsolást az UEFA székházában Nyonban, Svájcban tartották).
| Forduló    | Sorsolás dátuma    | 1. mérkőzés         | 2. mérkőzés         |
| ---------- | ------------------ | ------------------- | ------------------- |
| 1. forduló | 2022. június 14.   | 2022. július 7.     | 2022. július 14.    |
| 2. forduló | 2022. június 15.   | 2022. július 21.    | 2022. július 28.    |
| 3. forduló | 2022. július 18.   | 2022. augusztus 4.  | 2022. augusztus 11. |
| Rájátszás  | 2022. augusztus 1. | 2022. augusztus 18. | 2022. augusztus 25. |

## 1. selejtezőkör
Az 1. selejtezőkör sorsolását 2022. június 14-én, 13 órától tartották.

### 1. selejtezőkör, kiemelés
Az 1. selejtezőkörben 60 csapat vett részt. A kiemelés a klubok 2022-es együtthatói alapján történt. Azonos nemzetű csapatok nem kerülhettek egy párosításba. A csapatokat 6 csoportra osztották. A csapatok utáni sorszámot az UEFA határozta meg a sorsolás előtt. A sorsoláskor sorszámokat sorsoltak, a számokhoz tartozó csapatok kerültek párosításra. Az elsőként kisorsolt csapat volt az első mérkőzés pályaválasztója.
| 1. csoport                                                                               | 1. csoport                                                                                                | 2. csoport                                                                                 | 2. csoport                                                                                  | 3. csoport                                                                                                  | 3. csoport                                                                                         |
| Kiemelt                                                                                  | Nem kiemelt                                                                                               | Kiemelt                                                                                    | Nem kiemelt                                                                                 | Kiemelt | Nem kiemelt                                                                                        |
| ---------------------------------------------------------------------------------------- | --- | ------------------------------------------------------------------------------------------ | ------------------------------------------------------------------------------------------- | --- | -------------------------------------------------------------------------------------------------- |
| - Alaskert (2) - Dinamo Tbiliszi (1) - Drita (3) - Milsami Orhei (5) - Lechia Gdańsk (4) | - Inter Turku (6) - Panevėžys (7) - Paide Linnameeskond (8) - Akademija Pandev (9) - Ħamrun Spartans (10) | - KuPS (1) - Laçi (2) - Mura (3) - Liepāja (4) - Kauno Žalgiris (5)                        | - Ružomberok (7) - Sfântul Gheorghe (6) - Gjilani (9) - Dila Gori (8) - Iskra (10)          | - Olimpija Ljubljana (1) - Budućnost Podgorica (2) - B36 Tórshavn (3) - Gżira United (4) - St. Joseph’s (5) | - Borac Banja Luka (6) - Larne (7) - Differdange 03 (8) - Llapi (10) - Atlètic Club d’Escaldes (9) |
| 4. csoport                                                                               | 4. csoport                                                                                                | 5. csoport                                                                                 | 5. csoport                                                                                  | 6. csoport                                                                                                  | 6. csoport                                                                                         |
| Kiemelt                                                                                  | Nem kiemelt                                                                                               | Kiemelt                                                                                    | Nem kiemelt                                                                                 | Kiemelt | Nem kiemelt                                                                                        |
| - Fola Esch (5) - DAC Dunajská Streda (4) - Europa (3) - Breiðablik (2) - Bala Town (1)  | - Tre Fiori (7) - Víkingur (6) - Cliftonville (9) - Sligo Rovers (8) - UE Santa Coloma (10)               | - Skendija (1) - Dinama Minszk (2) - Petrocub Hîncești (5) - Partizani (3) - Tre Penne (4) | - Szaburtalo Tbiliszi (6) - Floriana (7) - Tuzla City (9) - Ararat Jerevan (8) - Dečić (10) | - Flora (1) - Riga (5) - HB (4) - Crusaders (3) - Pogoń Szczecin (2)                                        | - KR (10) - Derry City (7) - SJK (8) - Newtown (9) - Bruno’s Magpies (6)                           |

### 1. selejtezőkör, párosítások
Az első mérkőzéseket 2022. július 5-én, 6-án és 7-én, a második mérkőzéseket július 12-én és 14-én játszották. A párosítások győztesei a 2. selejtezőkörbe jutottak, a vesztesek kiestek.

| 1. csapat           | Össz.        | 2. csapat               | 1. mérk. | 2. mérk.   |
| ------------------- | ------------ | ----------------------- | -------- | ---------- |
| Alashkert           | 2–4          | Ħamrun Spartans         | 1–0      | 1–4        |
| Lechia Gdańsk       | 6–2          | Akademija Pandev        | 4–1      | 2–1        |
| Inter Turku         | 1–3          | Drita                   | 1–0      | 0–3        |
| Dinamo Tbiliszi     | 4–4 (t. 5–6) | Paide Linnameeskond     | 2–3      | 2–1 (h.u.) |
| Panevėžys           | 0–2          | Milsami Orhei           | 0–0      | 0–2        |
| Laçi                | 1–0          | Iskra                   | 0–0      | 1–0        |
| Gjilani             | 2–3          | Liepāja                 | 1–0      | 1–3        |
| Sfântul Gheorghe    | 2–4          | Mura                    | 1–2      | 1–2        |
| KuPS                | 2–0          | Dila Gori               | 2–0      | 0–0        |
| Ružomberok          | 2–0          | Kauno Žalgiris          | 2–0      | 0–0        |
| Budućnost Podgorica | 4–2          | Llapi                   | 2–0      | 2–2        |
| Gżira United        | 2–1          | Atlètic Club d’Escaldes | 1–1      | 1–0 (h.u.) |
| Borac Banja Luka    | 3–3 (t. 3–4) | B36 Tórshavn            | 2–0      | 1–3 (h.u.) |
| Olimpija Ljubljana  | 3–2          | Differdange 03          | 1–1      | 2–1 (h.u.) |
| St. Joseph’s        | 1–0          | Larne                   | 0–0      | 1–0        |
| UE Santa Coloma     | 1–5          | Breiðablik              | 0–1      | 1–4        |
| DAC Dunajská Streda | 5–1          | Cliftonville            | 2–1      | 3–0        |
| Víkingur            | 3–1          | Europa                  | 1–0      | 2–1        |
| Bala Town           | 2–2 (t. 3–4) | Sligo Rovers            | 1–2      | 1–0 (h.u.) |
| Fola Esch           | 1–4          | Tre Fiori               | 0–1      | 1–3        |
| Dinama Minszk       | 3–2          | Dečić                   | 1–1      | 2–1        |
| Tre Penne           | 0–8          | Tuzla City              | 0–2      | 0–6        |
| Szaburtalo Tbiliszi | 1–1 (t. 5–4) | Partizani               | 0–1      | 1–0 (h.u.) |
| Skendija            | 4–2          | Ararat Jerevan          | 2–0      | 2–2        |
| Floriana            | 0–1          | Petrocub Hîncești       | 0–0      | 0–1        |
| Pogoń Szczecin      | 4–2          | KR                      | 4–1      | 0–1        |
| HB Tórshavn         | 2–2 (t. 2–4) | Newtown                 | 1–0      | 1–2 (h.u.) |
| Bruno’s Magpies     | 3–4          | Crusaders               | 2–1      | 1–3        |
| Flora               | 3–4          | SJK                     | 1–0      | 2–4 (h.u.) |
| Derry City          | 0–4          | Riga                    | 0–2      | 0–2        |

1. 1 2 3 4  A sorsoláshoz képest a pályaválasztói jogot felcserélték.

### 1. selejtezőkör, mérkőzések
| 2022. július 7. 17:00 (19:00 AMT) |

| Alashkert      | 1–0               | Ħamrun Spartans |
| -------------- | ----------------- | --------------- |
| Yedigaryan 25' | (1–0) Jegyzőkönyv |                 |

| Vazgen Sargsyan Republican Stadium, Jereván Játékvezető: Vassilis Fotias (görög) |

| 2022. július 14. 20:00 |

| Ħamrun Spartans                             | 4–1               | Alashkert      |
| ------------------------------------------- | ----------------- | -------------- |
| Prsa 55' Guillaumier 63' Jonny 73' Dodo 75' | (0–0) Jegyzőkönyv | Yedigaryan 48' |

| Centenary Stadion, Ta’ Qali Játékvezető: Miloš Savović (montenegrói) |

| 2022. július 7. 20:15 |

| Lechia Gdańsk                    | 4–1               | Akademija Pandev |
| -------------------------------- | ----------------- | ---------------- |
| Paixão 17' 39' 66' Zwoliński 25' | (3–0) Jegyzőkönyv | Joković 81'      |

| Stadion Gdańsk, Gdańsk Játékvezető: Nicolas Laforge (belga) |

| 2022. július 14. 17:00 |

| Akademija Pandev | 1–2               | Lechia Gdańsk          |
| ---------------- | ----------------- | ---------------------- |
| Mitrovski 59'    | (0–1) Jegyzőkönyv | Gajos 37' Pietrzak 82' |

| Petar Miloševski Training Centre, Szkopje Játékvezető: Daniele Chiffi (olasz) |

| 2022. július 6. 17:00 (18:00 EEST) |

| Inter Turku | 1–0               | Drita |
| ----------- | ----------------- | ----- |
| Niska 77'   | (0–0) Jegyzőkönyv |       |

| Veritas Stadion, Turku Játékvezető: Jan Petrik (cseh) |

| 2022. július 12. 20:00 |

| Drita                      | 3–0               | Inter Turku |
| -------------------------- | ----------------- | ----------- |
| Simonovski 2' Muja 49' 51' | (1–0) Jegyzőkönyv |             |

| Fadil Vokrri Stadium, Pristina Játékvezető: Neil Doyle (ír) |

| 2022. július 7. 19:00 (21:00 GET) |

| Dinamo Tbiliszi                | 2–3               | Paide Linnameeskond             |
| ------------------------------ | ----------------- | ------------------------------- |
| Skhirtladze 22' Kharabadze 65' | (1–0) Jegyzőkönyv | Luts 61' Singhateh 81' Piht 89' |

| Borisz Paicsadze Stadion, Tbiliszi Játékvezető: Miloš Bošković (montenegrói) |

| 2022. július 14. 18:00 (19:00 EEST) |

| Paide Linnameeskond                              | 1–2 (h. u.)                 | Dinamo Tbiliszi                                   |
| ------------------------------------------------ | --------------------------- | ------------------------------------------------- |
| Singhateh 115' (11-esből)                        | (0–0, 0–1, 0–2) Jegyzőkönyv | Skhirtladze 69' Antilevsky 93'                    |
| Büntetőpárbaj                                    |                             |                                                   |
| Mosnikov Palumets Tambedou Saarma Singhateh Piht | 6–5                         | Antilevsky Kutsia Osei Camara Gabedava Kharabadze |

| Pärnu Rannastaadion, Pärnu Játékvezető: Svein Oddvar Moen (norvég) |

| 2022. július 7. 18:00 (19:00 EEST) |

| Panevėžys | 0–0         | Milsami Orhei |
| --------- | ----------- | ------------- |
|           | Jegyzőkönyv |               |

| Aukštaitija Stadium, Panevėžys Játékvezető: Mario Zebec (horvát) |

| 2022. július 14. 18:00 (19:00 EEST) |

| Milsami Orhei                  | 2–0               | Panevėžys |
| ------------------------------ | ----------------- | --------- |
| Spătaru 4' Akpudje 54' (öngól) | (1–0) Jegyzőkönyv |           |

| CSR Orhei, Orhei Játékvezető: Vasilis Dimitriou (ciprusi) |

| 2022. július 7. 20:00 |

| Laçi | 0–0         | Iskra |
| ---- | ----------- | ----- |
|      | Jegyzőkönyv |       |

| Elbasan Arena, Elbasan Játékvezető: Alain Durieux (luxemburgi) |

| 2022. július 14. 21:00 |

| Iskra | 0–1               | Laçi         |
| ----- | ----------------- | ------------ |
|       | (0–1) Jegyzőkönyv | Mazrekaj 19' |

| DG Arena, Podgorica Játékvezető: Luca Pairetto (olasz) |

| 2022. július 7. 20:00 |

| Gjilani     | 1–0               | Liepāja |
| ----------- | ----------------- | ------- |
| Dabiqaj 37' | (1–0) Jegyzőkönyv |         |

| Fadil Vokrri Stadium, Pristina Játékvezető: Robert Ian Jenkins (walesi) |

| 2022. július 14. 16:00 (17:00 EEST) |

| Liepāja                                                     | 3–1               | Gjilani      |
| ----------------------------------------------------------- | ----------------- | ------------ |
| Karašausks 49' (11-esből) Belaković 64' Dodô 88' (11-esből) | (0–0) Jegyzőkönyv | Krasniqi 51' |

| Daugava Stadium, Liepāja Játékvezető: Tore Hansen (norvég) |

| 2022. július 7. 19:00 (20:00 EEST) |

| Sfântul Gheorghe | 1–2               | Mura                           |
| ---------------- | ----------------- | ------------------------------ |
| Ibrahimi 89'     | (0–0) Jegyzőkönyv | Cipot 65' Calancea 73' (öngól) |

| Zimbru Stadion, Chișinău Játékvezető: Vitālijs Spasjoņņikovs (lett) |

| 2022. július 14. 20:00 |

| Mura                  | 2–1               | Sfântul Gheorghe |
| --------------------- | ----------------- | ---------------- |
| Petković 46' Daku 81' | (0–0) Jegyzőkönyv | Svinarenco 77'   |

| Fazanerija City Stadium, Muraszombat Játékvezető: Joey Kooij (holland) |

| 2022. július 7. 18:00 (19:00 EEST) |

| KuPS                                  | 2–0               | Dila Gori |
| ------------------------------------- | ----------------- | --------- |
| Ikaunieks 32' Väyrynen 90' (11-esből) | (1–0) Jegyzőkönyv |           |

| Kuopio Football Stadium, Kuopio Játékvezető: Luca Cibelli (svájci) |

| 2022. július 14. 19:00 (21:00 GET) |

| Dila Gori | 0–0         | KuPS |
| --------- | ----------- | ---- |
|           | Jegyzőkönyv |      |

| Tengiz Burjanadze Stadium, Gori Játékvezető: Sayat Karabayev (kazak) |

| 2022. július 7. 18:30 |

| Ružomberok                       | 2–0               | Kauno Žalgiris |
| -------------------------------- | ----------------- | -------------- |
| Pilibaitis 13' (öngól) Gerec 68' | (1–0) Jegyzőkönyv |                |

| Štadión pod Čebraťom, Rózsahegy Játékvezető: Ion Orlic (moldáv) |

| 2022. július 14. 18:00 (19:00 EEST) |

| Kauno Žalgiris | 0–0         | Ružomberok |
| -------------- | ----------- | ---------- |
|                | Jegyzőkönyv |            |

| Sūduva Stadium, Marijampolė Játékvezető: Evangelos Manouchos (görög) |

| 2022. július 7. 20:30 |

| Budućnost Podgorica        | 2–0               | Llapi |
| -------------------------- | ----------------- | ----- |
| Mijović 23' Ignjatović 32' | (2–0) Jegyzőkönyv |       |

| Podgorica városi stadion, Podgorica Játékvezető: Fedayi San (svájci/) |

| 2022. július 14. 20:00 |

| Llapi                               | 2–2               | Budućnost Podgorica |
| ----------------------------------- | ----------------- | ------------------- |
| Firmino 45+1' (11-esből) Kurtaj 71' | (1–1) Jegyzőkönyv | Djukanović 23' 64'  |

| Fadil Vokrri Stadium, Pristina Játékvezető: Mads-Kristoffer Kristoffersen (dán) |

| 2022. július 5. 19:00 |

| Gżira United  | 1–1               | Atlètic Club d’Escaldes |
| ------------- | ----------------- | ----------------------- |
| Jefferson 46' | (0–0) Jegyzőkönyv | Lopez 65'               |

| Centenary Stadium, Ta’ Qali Játékvezető: Zaven Hovhannisyan (örmény) |

| 2022. július 14. 19:00 |

| Atlètic Club d’Escaldes | 0–1 (h. u.)                 | Gżira United   |
| ----------------------- | --------------------------- | -------------- |
|                         | (0–0, 0–0, 0–1) Jegyzőkönyv | Jefferson 105' |

| Estadi Nacional, Andorra la Vella Játékvezető: Vitaliy Romanov (ukrán) |

| 2022. július 7. 18:00 |

| Borac Banja Luka       | 2–0               | B36 Tórshavn |
| ---------------------- | ----------------- | ------------ |
| Tatar 37' Piščević 84' | (1–0) Jegyzőkönyv |              |

| Stadion Dr. Milan Jelić, Modriča Játékvezető: Rauf Jabarov (azeri) |

| 2022. július 14. 19:00 (18:00 WEST) |

| B36 Tórshavn                                  | 3–1 (h. u.)                 | Borac Banja Luka                 |
| --------------------------------------------- | --------------------------- | -------------------------------- |
| Egilsson 35' 54' (11-esből) 66' (11-esből)    | (1–0, 3–1, 3–1) Jegyzőkönyv | Tatar 75'                        |
| Büntetőpárbaj                                 |                             |                                  |
| Nattestad Eriksen Nielsen Heinesen Enevoldsen | 4–3                         | Tatar Lukić Ćorić Piščević Subić |

| Gundadalur, Tórshavn Játékvezető: Joonas Jaanovits (észt) |

| 2022. július 7. 19:00 |

| Olimpija Ljubljana | 1–1               | Differdange 03    |
| ------------------ | ----------------- | ----------------- |
| Milović 62'        | (0–1) Jegyzőkönyv | Krefl 10' (öngól) |

| Stožice Stadion, Ljubljana Játékvezető: Mikola Balakin (ukrán) |

| 2022. július 14. 19:30 |

| Differdange 03 | 1–2 (h. u.)                 | Olimpija Ljubljana     |
| -------------- | --------------------------- | ---------------------- |
| Bedouret 9'    | (1–0, 1–1, 1–1) Jegyzőkönyv | Doffo 80' Milović 112' |

| Stade Municipal de la Ville de Differdange, Differdange Játékvezető: Stuart Attwell (angol) |

| 2022. július 5. 19:00 |

| St. Joseph’s | 0–0         | Larne |
| ------------ | ----------- | ----- |
|              | Jegyzőkönyv |       |

| Victoria Stadion, Gibraltár Játékvezető: Ioannis Papadopoulos (görög) |

| 2022. július 14. 20:45 (19:45 BST) |

| Larne | 0–1               | St. Joseph’s |
| ----- | ----------------- | ------------ |
|       | (0–0) Jegyzőkönyv | Valarino 79' |

| Inver Park, Larne Játékvezető: Michal Ocenáš (szlovák) |

| 2022. július 7. 17:00 |

| UE Santa Coloma | 0–1               | Breiðablik      |
| --------------- | ----------------- | --------------- |
|                 | (0–1) Jegyzőkönyv | Þorvaldsson 14' |

| Estadi Comunal d’Andorra la Vella, Andorra la Vella Játékvezető: Veaceslav Banari (moldáv) |

| 2022. július 14. 21:15 (19:15 WET) |

| Breiðablik                                                                | 4–1               | UE Santa Coloma |
| ------------------------------------------------------------------------- | ----------------- | --------------- |
| Þorvaldsson 45+1' Gunnlaugsson 50' (11-esből) Yeoman 64' Steindórsson 67' | (1–1) Jegyzőkönyv | Paredes 30'     |

| Kópavogsvöllur, Kópavogur Játékvezető: Joni Hyytiä (finn) |

| 2022. július 7. 20:30 |

| DAC Dunajská Streda      | 2–1               | Cliftonville |
| ------------------------ | ----------------- | ------------ |
| Szánthó 25' Krstović 65' | (1–1) Jegyzőkönyv | Hale 28'     |

| MOL Aréna, Dunaszerdahely Játékvezető: Juan Martínez Munuera (spanyol) |

| 2022. július 14. 21:00 (20:00 BST) |

| Cliftonville | 0–3               | DAC Dunajská Streda                        |
| ------------ | ----------------- | ------------------------------------------ |
|              | (0–1) Jegyzőkönyv | Veselovský 12' Krstović 65' 90' (11-esből) |

| Solitude, Belfast Játékvezető: Þorvaldur Árnason (izlandi) |

| 2022. július 6. 20:00 (19:00 WEST) |

| Víkingur      | 1–0               | Europa |
| ------------- | ----------------- | ------ |
| Bárðarson 51' | (0–0) Jegyzőkönyv |        |

| Tórsvøllur, Tórshavn Játékvezető: Kristoffer Karlsson (svéd) |

| 2022. július 14. 17:00 |

| Europa      | 1–2               | Víkingur            |
| ----------- | ----------------- | ------------------- |
| Sánchez 73' | (0–2) Jegyzőkönyv | Vatnhamar 19' 45+1' |

| Victoria Stadion, Gibraltár Játékvezető: Antti Munukka (finn) |

| 2022. július 7. 20:00 (19:00 BST) |

| Bala Town | 1–2               | Sligo Rovers       |
| --------- | ----------------- | ------------------ |
| Mendes 6' | (1–1) Jegyzőkönyv | Keena 28' Mata 49' |

| Park Hall, Oswestry Játékvezető: Jason Barcelo (gibraltári) |

| 2022. július 14. 20:00 (19:00 IST) |

| Sligo Rovers             | 0–1 (h. u.)                 | Bala Town                         |
| ------------------------ | --------------------------- | --------------------------------- |
|                          | (0–1, 0–1, 0–1) Jegyzőkönyv | Edwards 35'                       |
| Büntetőpárbaj            |                             |                                   |
| Cawley Kirk Keena Blaney | 4–3                         | Venables Edwards Spittle Kay Wall |

| The Showgrounds, Sligo Játékvezető: Jochem Kamphuis (holland) |

| 2022. július 7. 20:00 |

| Fola Esch | 0–1               | Tre Fiori |
| --------- | ----------------- | --------- |
|           | (0–0) Jegyzőkönyv | Nuñez 85' |

| Stade Émile Mayrisch, Esch-sur-Alzette Játékvezető: Visar Kastrati (koszovói) |

| 2022. július 14. 20:45 |

| Tre Fiori                      | 3–1               | Fola Esch  |
| ------------------------------ | ----------------- | ---------- |
| Goh 30' Gjurchinoski 45+1' 51' | (2–1) Jegyzőkönyv | Mendes 37' |

| San Marino Stadium, Serravalle Játékvezető: Viktor Kopiievskyi (ukrán) |

| 2022. július 7. 20:00 |

| Dinama Minszk | 1–1               | Dečić        |
| ------------- | ----------------- | ------------ |
| Kislyak 33'   | (1–1) Jegyzőkönyv | Denković 26' |

| DG Arena, Podgorica Játékvezető: Jérémie Pignard (francia) |

| 2022. július 14. 19:45 |

| Dečić       | 1–2               | Dinama Minszk          |
| ----------- | ----------------- | ---------------------- |
| Beqiraj 60' | (0–1) Jegyzőkönyv | Sachivko 26' Bakic 77' |

| Podgorica városi stadion, Podgorica Játékvezető: Dragomir Draganov (bolgár) |

| 2022. július 7. 20:45 |

| Tre Penne | 0–2               | Tuzla City           |
| --------- | ----------------- | -------------------- |
|           | (0–0) Jegyzőkönyv | Nargalic 90+2' 90+3' |

| San Marino Stadium, Serravalle Játékvezető: Dzmitry Dzmitryieu (fehérorosz) |

| 2022. július 14. 18:00 |

| Tuzla City                                                                        | 6–0               | Tre Penne |
| --------------------------------------------------------------------------------- | ----------------- | --------- |
| Smajlagić 35' (11-esből) 57' Čeliković 49' Kuzmanović 50' Šukilović 58' Buric 83' | (1–0) Jegyzőkönyv |           |

| Stadion Grbavica, Szarajevó Játékvezető: Yigal Frid (izraeli) |

| 2022. július 7. 18:00 (20:00 GET) |

| Szaburtalo Tbiliszi | 0–1               | Partizani |
| ------------------- | ----------------- | --------- |
|                     | (0–0) Jegyzőkönyv | Cara 47'  |

| Tengiz Burjanadze Stadium, Gori Játékvezető: Mohammed Al-emara (finn) |

| 2022. július 14. 20:00 |

| Partizani                                         | 0–1 (h. u.)                 | Szaburtalo Tbiliszi                                                                    |
| ------------------------------------------------- | --------------------------- | -------------------------------------------------------------------------------------- |
|                                                   | (0–0, 0–1, 0–1) Jegyzőkönyv | Guliashvili 53'                                                                        |
| Büntetőpárbaj                                     |                             |                                                                                        |
| Atanaskoski Bitri Telushi Skuka Rrapaj Sota Gueye | 4–5                         | Jinjolava Chaduneli Guliashvili Nonikashvili Sikharulidze Gocholeishvili Mamageishvili |

| Arena Kombëtare, Tirana Játékvezető: Darren England (angol) |

| 2022. július 7. 20:00 |

| Skendija            | 2–0               | Ararat Jerevan |
| ------------------- | ----------------- | -------------- |
| Shala 21' Nafiu 45' | (2–0) Jegyzőkönyv |                |

| Toše Proeski Arena, Szkopje Játékvezető: Lukas Fähndrich (svájci) |

| 2022. július 14. 17:00 (19:00 AMT) |

| Ararat Jerevan   | 2–2               | Skendija                    |
| ---------------- | ----------------- | --------------------------- |
| Malakyan 49' 79' | (0–2) Jegyzőkönyv | Bravo 2' (öngól) Guri 45+3' |

| Vazgen Sargsyan Republican Stadium, Jereván Játékvezető: Oleksii Derevinskyi (ukrán) |

| 2022. július 7. 19:00 |

| Floriana | 0–0         | Petrocub Hîncești |
| -------- | ----------- | ----------------- |
|          | Jegyzőkönyv |                   |

| Centenary Stadium, Ta’ Qali Játékvezető: Pavel Orel (cseh) |

| 2022. július 14. 19:00 (20:00 EEST) |

| Petrocub Hîncești | 1–0               | Floriana |
| ----------------- | ----------------- | -------- |
| Țurcan 26'        | (1–0) Jegyzőkönyv |          |

| Zimbru Stadion, Chișinău Játékvezető: Artyom Kuchin (kazak) |

| 2022. július 7. 18:00 |

| Pogoń Szczecin                           | 4–1               | KR           |
| ---------------------------------------- | ----------------- | ------------ |
| Drygas 7' 56' Zahović 16' Bartkowski 40' | (3–0) Jegyzőkönyv | Lárusson 71' |

| Stadion Miejski im. Floriana Krygiera, Szczecin Játékvezető: Eldorjan Hamiti (albán) |

| 2022. július 14. 20:15 (19:15 WET) |

| KR           | 1–0               | Pogoń Szczecin |
| ------------ | ----------------- | -------------- |
| Hallsson 44' | (1–0) Jegyzőkönyv |                |

| KR-völlur, Reykjavík Játékvezető: Andrew Davey (északír) |

| 2022. július 7. 20:00 (19:00 WEST) |

| HB Tórshavn | 1–0               | Newtown |
| ----------- | ----------------- | ------- |
| Wardum 66'  | (0–0) Jegyzőkönyv |         |

| Gundadalur, Tórshavn Játékvezető: Robertas Valikonis (litván) |

| 2022. július 14. 19:15 (18:15 BST) |

| Newtown                             | 2–1 (h. u.)                 | HB Tórshavn                       |
| ----------------------------------- | --------------------------- | --------------------------------- |
| Cowans 35' Mwandwe 45+1'            | (2–0, 2–1, 2–1) Jegyzőkönyv | Petersen 48'                      |
| Büntetőpárbaj                       |                             |                                   |
| Jones Rushton Ismail Cowans Mwandwe | 4–2                         | Dalbúð Jónsson Johansen Samuelsen |

| Park Hall, Oswestry Játékvezető: Walter Altmann (osztrák) |

| 2022. július 7. 18:00 |

| Bruno’s Magpies   | 2–1               | Crusaders    |
| ----------------- | ----------------- | ------------ |
| Bent 44' Pibe 48' | (1–0) Jegyzőkönyv | Forsythe 63' |

| Victoria Stadion, Gibraltár Játékvezető: Helgi Mikael Jónasson (izlandi) |

| 2022. július 14. 21:00 (20:00 BST) |

| Crusaders                              | 3–1               | Bruno’s Magpies |
| -------------------------------------- | ----------------- | --------------- |
| Heatley 33' Winchester 80' Burns 90+3' | (1–1) Jegyzőkönyv | Casciaro 37'    |

| Seaview, Belfast Játékvezető: Kaarlo Oskari Hämäläinen (finn) |

| 2022. július 7. 18:00 (19:00 EEST) |

| Flora      | 1–0               | SJK |
| ---------- | ----------------- | --- |
| Miller 21' | (1–0) Jegyzőkönyv |     |

| Lilleküla Stadium, Tallinn Játékvezető: Lazar Lukić (szerb) |

| 2022. július 14. 18:00 (19:00 EEST) |

| SJK                                         | 4–2 (h. u.)                 | Flora                  |
| ------------------------------------------- | --------------------------- | ---------------------- |
| Jervis 59' (11-esből) 66' 85' Tikkanen 113' | (0–1, 3–2, 3–2) Jegyzőkönyv | Lilander 9' Ojamaa 47' |

| OmaSP Stadion, Seinäjoki Játékvezető: Jørgen Burchardt (dán) |

| 2022. július 7. 20:45 (19:45 BST) |

| Derry City | 0–2               | Riga                   |
| ---------- | ----------------- | ---------------------- |
|            | (0–1) Jegyzőkönyv | Ramos 41' Filippov 68' |

| Ryan McBride Brandywell Stadium, Londonderry Játékvezető: Vilhjálmur Alvar Þórarinsson (izlandi) |

| 2022. július 14. 19:00 (20:00 EEST) |

| Riga          | 2–0               | Derry City |
| ------------- | ----------------- | ---------- |
| Ramos 33' 76' | (1–0) Jegyzőkönyv |            |

| Skonto Stadium, Riga Játékvezető: Jan Machálek (cseh) |

## 2. selejtezőkör
A 2. selejtezőkör sorsolását 2022. június 15-én, 13 órától tartották.

### 2. selejtezőkör, kiemelés
A 2. selejtezőkörben 90 csapat vett részt. 60 csapat lépett be ebben a körben és 30 továbbjutó volt az 1. selejtezőkörből. A kiemelés a klubok 2022-es együtthatói alapján történt. Azonos nemzetű csapatok nem kerülhettek egy párosításba. A csapatokat 9 csoportra osztották. A csapatok utáni sorszámot az UEFA határozta meg a sorsolás előtt. A sorsoláskor sorszámokat sorsoltak, a számokhoz tartozó csapatok kerültek párosításra. Az elsőként kisorsolt csapat volt az első mérkőzés pályaválasztója.
- T: Az 1. selejtezőkörből továbbjutott csapat, a sorsoláskor nem volt ismert.
- A dőlt betűvel írt csapatok az 1. selejtezőkörben egy magasabb együtthatóval rendelkező csapat ellen győztek, és az ellenfél együtthatóját hozták magukkal.

| 1. csoport                                                                                | 1. csoport                                                                                   | 2. csoport                                                                                        | 2. csoport | 3. csoport | 3. csoport                                                                                                 |
| Kiemelt                                                                                   | Nem kiemelt                                                                                  | Kiemelt                                                                                           | Nem kiemelt | Kiemelt | Nem kiemelt                                                                                                |
| ----------------------------------------------------------------------------------------- | -------------------------------------------------------------------------------------------- | ------------------------------------------------------------------------------------------------- | --- | --- | --- |
| - İstanbul Başakşehir (2) - APÓEL (1) - Fehérvár (3) - Radnički Niš (4) - Árisz (5)       | - Makkabi Netánjá (6) - Gżira United (T) (7) - Botev Plovdiv (8) - Qəbələ (9) - Homel (10)   | - FCSB (1) - Hapóél Beér-Seva (2) - CSZKA Szofija (3) - Ħamrun Spartans (T) (4) - Neftçi (5)      | - Árisz Lemeszú (7) - Dinama Minszk (T) (6) - Szaburtalo Tbiliszi (T) (8) - Velež Mostar (10) - Makedonija Gjorcse Petrov (9) | - Makkabi Tel-Aviv (5) - BATE Bariszav (2) - Kajrat (3) - Universitatea Craiova (4) - Paide Linnameeskond (T) (1) | - Konyaspor (6) - Ararat-Armenia (8) - Zira (7) - Kisvárda (9) - Vllaznia (10)                             |
| 4. csoport                                                                                | 4. csoport                                                                                   | 5. csoport                                                                                        | 5. csoport | 6. csoport | 6. csoport                                                                                                 |
| Kiemelt                                                                                   | Nem kiemelt                                                                                  | Kiemelt                                                                                           | Nem kiemelt | Kiemelt | Nem kiemelt                                                                                                |
| - Young Boys (1) - Rapid Wien (3) - SJK (T) (2) - Osijek (4) - Olimpija Ljubljana (T) (5) | - Lillestrøm (6) - Liepāja (T) (8) - Sepsi OSK (7) - Lechia Gdańsk (T) (9) - Kizilzsar (10)  | - Slavia Praha (1) - Sūduva (2) - Spartak Trnava (3) - Budućnost Podgorica (T) (5) - Mura (T) (4) | - Viborg (6) - Breiðablik (T) (7) - Newtown (T) (9) - St. Joseph’s (T) (8) - St Patrick’s Athletic (10)                       | - AZ (1) - Molde (2) - Brøndby (4) - Motherwell (3) - DAC Dunajská Streda (T) (5)                                 | - IF Elfsborg (6) - Víkingur (T) (7) - Sligo Rovers (T) (9) - Tuzla City (T) (8) - Pogoń Szczecin (T) (10) |
| 7. csoport                                                                                | 7. csoport                                                                                   | 8. csoport                                                                                        | 8. csoport | 9. csoport | 9. csoport                                                                                                 |
| Kiemelt                                                                                   | Nem kiemelt                                                                                  | Kiemelt                                                                                           | Nem kiemelt | Kiemelt | Nem kiemelt                                                                                                |
| - Basel (3) - Antwerp (2) - Riga (T) (1) - Tre Fiori (T) (4) - Vaduz (5)                  | - Drita (T) (6) - B36 Tórshavn (T) (10) - Ružomberok (T) (8) - Crusaders (T) (9) - Koper (7) | - PAÓK (1) - Rijeka (2) - Vitória de Guimarães (3) - Čukarički (4) - Laçi (T) (5)                 | - Djurgårdens IF (6) - Petrocub Hîncești (T) (7) - Levszki Szofija (8) - Puskás Akadémia (9) - Racing Union (10)              | - Asztana (1) - Sparta Praha (2) - Skendija (T) (4) - KuPS (T) (3) - Vorszkla Poltava (5)                         | - Viking (6) - AIK (7) - Milsami Orhei (T) (9) - Raków Częstochowa (8) - Valmiera (10)                     |

### 2. selejtezőkör, párosítások
Az első mérkőzéseket július 19-én, 20-án és 21-én, a második mérkőzéseket július 26-án, 27-én és 28-án játszották. A párosítások győztesei a 3. selejtezőkörbe kerültek. A vesztes csapatok kiestek.

| 1. csapat              | Össz.        | 2. csapat                 | 1. mérk. | 2. mérk.   |
| ---------------------- | ------------ | ------------------------- | -------- | ---------- |
| Gżira United           | 5–5 (t. 3–1) | Radnički Niš              | 2–2      | 3–3 (h.u.) |
| Árisz                  | 7–2          | Homel                     | 5–1      | 2–1        |
| Botev Plovdiv          | 0–2          | APÓEL                     | 0–0      | 0–2        |
| Fehérvár               | 5–3          | Qəbələ                    | 4–1      | 1–2        |
| İstanbul Başakşehir    | 2–1          | Makkabi Netánjá           | 1–1      | 1–0        |
| Árisz Lemeszú          | 2–3          | Neftçi                    | 2–0      | 0–3        |
| Velež Mostar           | 0–2          | Ħamrun Spartans           | 0–1      | 0–1        |
| Szaburtalo Tbiliszi    | 3–4          | FCSB                      | 1–0      | 2–4        |
| CSZKA Szofija          | 0–4          | Makedonija Gjorcse Petrov | 0–0      | 0–4        |
| Hapóél Beér-Seva       | 3–1          | Dinama Minszk             | 2–1      | 1–0        |
| Zira                   | 0–3          | Makkabi Tel-Aviv          | 0–3      | 0–0        |
| Vllaznia               | 1–4          | Universitatea Craiova     | 1–1      | 0–3        |
| Ararat-Armenia         | 0–0 (t. 3–5) | Paide Linnameeskond       | 0–0      | 0–0 (h.u.) |
| Kajrat                 | 0–2          | Kisvárda                  | 0–1      | 0–1        |
| BATE Bariszav          | 0–5          | Konyaspor                 | 0–3      | 0–2        |
| Sepsi OSK              | 3–3 (t. 4–2) | Olimpija Ljubljana        | 3–1      | 0–2 (h.u.) |
| Kizilzsar              | 3–2          | Osijek                    | 1–2      | 2–0        |
| Liepāja                | 0–4          | Young Boys                | 0–1      | 0–3        |
| Rapid Wien             | 2–1          | Lechia Gdańsk             | 0–0      | 2–1        |
| SJK                    | 2–6          | Lillestrøm                | 0–1      | 2–5        |
| Breiðablik             | 3–2          | Budućnost Podgorica       | 2–0      | 1–2        |
| St. Patrick’s Athletic | 1–1 (t. 6–5) | Mura                      | 1–1      | 0–0 (h.u.) |
| St. Joseph’s           | 0–11         | Slavia Praha              | 0–4      | 0–7        |
| Spartak Trnava         | 6–2          | Newtown                   | 4–1      | 2–1        |
| Sūduva                 | 0–2          | Viborg                    | 0–1      | 0–1        |
| Víkingur               | 0–4          | DAC Dunajská Streda       | 0–2      | 0–2        |
| Pogoń Szczecin         | 1–5          | Brøndby                   | 1–1      | 0–4        |
| AZ Alkmaar             | 5–0          | Tuzla City                | 1–0      | 4–0        |
| Motherwell             | 0–3          | Sligo Rovers              | 0–1      | 0–2        |
| Molde                  | 6–2          | IF Elfsborg               | 4–1      | 2–1        |
| Koper                  | 1–2          | Vaduz                     | 0–1      | 1–1 (h.u.) |
| B36 Tórshavn           | 1–0          | Tre Fiori                 | 1–0      | 0–0        |
| Ružomberok             | 1–5          | Riga                      | 0–3      | 1–2        |
| Basel                  | 3–1          | Crusaders                 | 2–0      | 1–1        |
| Antwerp                | 2–0          | Drita                     | 0–0      | 2–0        |
| Petrocub Hîncești      | 4–1          | Laçi                      | 0–0      | 4–1        |
| Racing Union           | 1–8          | Čukarički                 | 1–4      | 0–4        |
| Levszki Szofija        | 3–1          | PAÓK                      | 2–0      | 1–1        |
| Vitória de Guimarães   | 3–0          | Puskás Akadémia           | 3–0      | 0–0        |
| Rijeka                 | 1–4          | Djurgårdens IF            | 1–2      | 0–2        |
| Vorszkla Poltava       | 3–4          | AIK                       | 3–2      | 0–2 (h.u.) |
| Valmiera               | 2–5          | Skendija                  | 1–2      | 1–3        |
| Raków Częstochowa      | 6–0          | Asztana                   | 5–0      | 1–0        |
| KuPS                   | 6–3          | Milsami Orhei             | 2–2      | 4–1        |
| Sparta Praha           | 1–2          | Viking                    | 0–0      | 1–2        |

1. 1 2 3 4  A sorsoláshoz képest a pályaválasztói jogot felcserélték.

### 2. selejtezőkör, mérkőzések
| 2022. július 21. 19:00 |

| Gżira United               | 2–2               | Radnički Niš           |
| -------------------------- | ----------------- | ---------------------- |
| Maxuell 56' 61' (11-esből) | (0–1) Jegyzőkönyv | Štulić 28' Gakou 90+2' |

| Centenary Stadium, Ta’ Qali Játékvezető: Karakó Ferenc (magyar) |

| 2022. július 28. 19:00 |

| Radnički Niš                                     | 3–3 (h. u.)                 | Gżira United                     |
| ------------------------------------------------ | --------------------------- | -------------------------------- |
| Tolordava 15' Petrov 77' Pejović 102' (11-esből) | (1–1, 2–2, 3–2) Jegyzőkönyv | Jefferson 15' 90+4' Maxuell 117' |
| Büntetőpárbaj                                    |                             |                                  |
| Pejović Mesarović Michibuchi Petrov              | 1–3                         | Maxuell Mendonza Pisani          |

| Čair Stadium, Niš Játékvezető: Andrei Chivulete (román) |

| 2022. július 21. 20:00 (21:00 EEST) |

| Árisz                                                    | 5–1               | Homel               |
| -------------------------------------------------------- | ----------------- | ------------------- |
| Gray 16' (11-esből) 79' Iturbe 28' Camacho 31' Palma 61' | (3–1) Jegyzőkönyv | Fabiano 11' (öngól) |

| Kleanthis Vikelidis Stadium, Szaloniki Játékvezető: Walter Altmann (osztrák) |

| 2022. július 27. 20:00 (21:00 EEST) |

| Homel                       | 1–2               | Árisz          |
| --------------------------- | ----------------- | -------------- |
| Gogolashvili 82' (11-esből) | (0–1) Jegyzőkönyv | Gray 45' 90+3' |

| Kleanthis Vikelidis Stadium, Szaloniki, Görögország Játékvezető: Nicolas Laforge (belga) |

| 2022. július 20. 19:00 (20:00 EEST) |

| Botev Plovdiv | 0–0         | APÓEL |
| ------------- | ----------- | ----- |
|               | Jegyzőkönyv |       |

| Vasil Levski National Stadium, Szófia Játékvezető: Berke Balázs (magyar) |

| 2022. július 28. 19:00 (20:00 EEST) |

| APÓEL                     | 2–0               | Botev Plovdiv |
| ------------------------- | ----------------- | ------------- |
| Chebake 45+1' Efrem 90+3' | (1–0) Jegyzőkönyv |               |

| GSP Stadium, Nicosia Játékvezető: Morten Krogh (dán) |

| 2022. július 21. 19:00 |

| Fehérvár                             | 4–1               | Qəbələ    |
| ------------------------------------ | ----------------- | --------- |
| Kodro 30' 74' Rus 67' Zivzivadze 90' | (1–1) Jegyzőkönyv | Utzig 16' |

| MOL Aréna Sóstó, Székesfehérvár Játékvezető: Kaspar Sjöberg (svéd) |

| 2022. július 28. 18:00 (20:00 AZT) |

| Qəbələ                 | 2–1               | Fehérvár       |
| ---------------------- | ----------------- | -------------- |
| Muradov 34' Santos 73' | (1–1) Jegyzőkönyv | Zivzivadze 44' |

| Gabala City Stadium, Qəbələ Játékvezető: Christopher Jäger (osztrák) |

| 2022. július 21. 19:45 (20:45 TRT) |

| İstanbul Başakşehir | 1–1               | Makkabi Netánjá |
| ------------------- | ----------------- | --------------- |
| Szysz 81'           | (0–1) Jegyzőkönyv | Itzhak 2'       |

| Başakşehir Fatih Terim Stadium, Isztambul Játékvezető: Irakli Kvirikashvili (grúz) |

| 2022. július 28. 18:45 (19:45 IDT) |

| Makkabi Netánjá | 0–1               | İstanbul Başakşehir |
| --------------- | ----------------- | ------------------- |
|                 | (0–1) Jegyzőkönyv | Ndayishimiye 9'     |

| Netanya Stadium, Netánja Játékvezető: Dario Bel (horvát) |

| 2022. július 21. 19:30 (20:30 EEST) |

| Árisz Lemeszú      | 2–0               | Neftçi |
| ------------------ | ----------------- | ------ |
| Caju 53' Gomis 66' | (0–0) Jegyzőkönyv |        |

| AEK Arena – Georgios Karapatakis, Lárnaka Játékvezető: Ivan Bebek (horvát) |

| 2022. július 28. 19:00 (21:00 AZT) |

| Neftçi                        | 3–0               | Árisz Lemeszú |
| ----------------------------- | ----------------- | ------------- |
| Donyoh 38' Eddy 57' Saief 62' | (1–0) Jegyzőkönyv |               |

| Bakcell Arena, Baku Játékvezető: Bastian Dankert (német) |

| 2022. július 21. 20:30 |

| Velež Mostar | 0–1               | Ħamrun Spartans |
| ------------ | ----------------- | --------------- |
|              | (0–1) Jegyzőkönyv | Guillaumier 30' |

| Stadion Grbavica, Szarajevó Játékvezető: Andrew Davey (északír) |

| 2022. július 28. 20:00 |

| Ħamrun Spartans | 1–0               | Velež Mostar |
| --------------- | ----------------- | ------------ |
| Jonny 15'       | (1–0) Jegyzőkönyv |              |

| Centenary Stadium, Ta’ Qali Játékvezető: Juri Frischer (észt) |

| 2022. július 21. 18:00 (20:00 GET) |

| Szaburtalo Tbiliszi | 1–0               | FCSB |
| ------------------- | ----------------- | ---- |
| L. Nonikashvili 41' | (1–0) Jegyzőkönyv |      |

| Borisz Paicsadze Stadion, Tbiliszi Játékvezető: Kai Erik Steen (norvég) |

| 2022. július 28. 19:30 (20:30 EEST) |

| FCSB                                                    | 4–2               | Szaburtalo Tbiliszi            |
| ------------------------------------------------------- | ----------------- | ------------------------------ |
| Dawa 44' Edjouma 55' Coman 80' Radunović 87' (11-esből) | (1–0) Jegyzőkönyv | Sikharulidze 69' Tabatadze 78' |

| Nemzeti Stadion, Bukarest Játékvezető: Jonathan Lardot (belga) |

| 2022. július 21. 17:00 |

| Makedonija Gjorcse Petrov | 0–0         | CSZKA Szofija |
| ------------------------- | ----------- | ------------- |
|                           | Jegyzőkönyv |               |

| Petar Miloševski Training Centre, Szkopje Játékvezető: Bram Van Driessche (belga) |

| 2022. július 28. 19:00 (20:00 EEST) |

| CSZKA Szofija                                  | 4–0               | Makedonija Gjorcse Petrov |
| ---------------------------------------------- | ----------------- | ------------------------- |
| Mattheij 31' Yomov 61' Tufegdžić 78' Nazon 87' | (1–0) Jegyzőkönyv |                           |

| Stadion Balgarska Armia, Szófia Játékvezető: David Coote (angol) |

| 2022. július 21. 19:30 (20:30 IDT) |

| Hapóél Beér-Seva       | 2–1               | Dinama Minszk |
| ---------------------- | ----------------- | ------------- |
| Yehezkel 1' Hatuel 52' | (1–0) Jegyzőkönyv | Kontsevoy 76' |

| Turner Stadion, Beér-seva Játékvezető: Espen Eskås (norvég) |

| 2022. július 28. 20:00 (21:00 IDT) |

| Dinama Minszk | 0–1               | Hapóél Beér-Seva |
| ------------- | ----------------- | ---------------- |
|               | (0–0) Jegyzőkönyv | Hatuel 85'       |

| Turner Stadium, Beér-seva, Izrael Játékvezető: Marian Alexandru Barbu (román) |

| 2022. július 21. 18:00 (20:00 AZT) |

| Zira | 0–3               | Makkabi Tel-Aviv                  |
| ---- | ----------------- | --------------------------------- |
|      | (0–2) Jegyzőkönyv | Kanichowsky 18' Jovanović 22' 54' |

| Dalga Arena, Baku Játékvezető: Rob Hennessy (ír) |

| 2022. július 28. 19:30 (20:30 IDT) |

| Makkabi Tel-Aviv | 0–0         | Zira |
| ---------------- | ----------- | ---- |
|                  | Jegyzőkönyv |      |

| Bloomfield Stadion, Tel-Aviv Játékvezető: Mario Zebec (horvát) |

| 2022. július 21. 21:00 |

| Vllaznia   | 1–1               | Universitatea Craiova |
| ---------- | ----------------- | --------------------- |
| Hoxhaj 51' | (0–1) Jegyzőkönyv | Ivan 45+2' (11-esből) |

| Loro Boriçi Stadium, Shkodra Játékvezető: Paul Mclaughlin (ír) |

| 2022. július 28. 19:30 (20:30 EEST) |

| Universitatea Craiova               | 3–0               | Vllaznia |
| ----------------------------------- | ----------------- | -------- |
| Mateiu 58' Raul Silva 62' Găman 80' | (0–0) Jegyzőkönyv |          |

| Stadionul Ion Oblemenco, Craiova Játékvezető: Ondřej Berka (cseh) |

| 2022. július 21. 17:00 (19:00 AMT) |

| Ararat-Armenia | 0–0         | Paide Linnameeskond |
| -------------- | ----------- | ------------------- |
|                | Jegyzőkönyv |                     |

| Yerevan Football Academy Stadium, Jereván Játékvezető: Sandi Putros (dán) |

| 2022. július 28. 18:00 (19:00 EEST) |

| Paide Linnameeskond                         | 0–0 (h. u.) | Ararat-Armenia             |
| ------------------------------------------- | ----------- | -------------------------- |
|                                             | Jegyzőkönyv |                            |
| Büntetőpárbaj                               |             |                            |
| Mošnikov Palumets Singhateh Saarma Tambedou | 5–3         | Alemão Lima Wbeymar Duarte |

| Pärnu Rannastaadion, Pärnu Játékvezető: Damian Sylwestrzak (lengyel) |

| 2022. július 21. 16:00 (20:00 ALMT) |

| Kajrat | 0–1               | Kisvárda  |
| ------ | ----------------- | --------- |
|        | (0–0) Jegyzőkönyv | Asani 82' |

| Központi stadion, Almati Játékvezető: Peter Kjærsgaard-Andersen (dán) |

| 2022. július 28. 18:00 |

| Kisvárda      | 1–0               | Kajrat |
| ------------- | ----------------- | ------ |
| Mešanović 39' | (1–0) Jegyzőkönyv |        |

| Várkerti Stadion, Kisvárda Játékvezető: Chrysovalantis Theouli (ciprusi) |

| 2022. július 21. 21:00 (22:00 TRT) |

| BATE Bariszav | 0–3               | Konyaspor                           |
| ------------- | ----------------- | ----------------------------------- |
|               | (0–1) Jegyzőkönyv | Bytyqi 39' Michalak 58' Murić 90+5' |

| Konya Metropolitan Municipality Stadium, Konya, Törökország Játékvezető: Gustavo Correia (portugál) |

| 2022. július 28. 20:00 (21:00 TRT) |

| Konyaspor                | 2–0               | BATE Bariszav |
| ------------------------ | ----------------- | ------------- |
| Rahmanović 37' Calvo 43' | (2–0) Jegyzőkönyv |               |

| Konya Metropolitan Municipality Stadium, Konya Játékvezető: Novak Simović (szerb) |

| 2022. július 21. 20:00 (21:00 EEST) |

| Sepsi OSK                                         | 3–1               | Olimpija Ljubljana |
| ------------------------------------------------- | ----------------- | ------------------ |
| Ștefănescu 45+4' Păun 84' Karamatić 90+3' (öngól) | (1–1) Jegyzőkönyv | Sešlar 4'          |

| Sepsi Duna Aréna, Sepsiszentgyörgy Játékvezető: Don Robertson (skót) |

| 2022. július 28. 19:00 |

| Olimpija Ljubljana                 | 2–0 (h. u.)                 | Sepsi OSK                        |
| ---------------------------------- | --------------------------- | -------------------------------- |
| Kvesić 61' Krefl 70'               | (0–0, 2–0, 2–0) Jegyzőkönyv |                                  |
| Büntetőpárbaj                      |                             |                                  |
| Nukić Crnomarković Ziljkić Prtajin | 2–4                         | Mitrea Tudorie Damașcan Gheorghe |

| Stožice Stadion, Ljubljana Játékvezető: Sebastian Gishamer (osztrák) |

| 2022. július 21. 14:00 (18:00 ALMT) |

| Kizilzsar            | 1–2               | Osijek                        |
| -------------------- | ----------------- | ----------------------------- |
| Nejašmić 84' (öngól) | (0–0) Jegyzőkönyv | Topčagić 58' Kleinheisler 76' |

| Astana Arena, Nur-Szultan Játékvezető: Aleksandrs Anufrijevs (lett) |

| 2022. július 28. 20:30 |

| Osijek | 0–2               | Kizilzsar              |
| ------ | ----------------- | ---------------------- |
|        | (0–0) Jegyzőkönyv | Ivaniadze 62' Koné 71' |

| Gradski Vrt Stadium, Eszék Játékvezető: Anastasios Papapetrou (görög) |

| 2022. július 21. 16:00 (17:00 EEST) |

| Liepāja | 0–1               | Young Boys    |
| ------- | ----------------- | ------------- |
|         | (0–0) Jegyzőkönyv | Fassnacht 73' |

| Daugava Stadium, Liepāja Játékvezető: David Munro (skót) |

| 2022. július 28. 20:00 |

| Young Boys                                  | 3–0               | Liepāja |
| ------------------------------------------- | ----------------- | ------- |
| Nsame 2' (11-esből) Rrudhani 41' Niasse 72' | (2–0) Jegyzőkönyv |         |

| Stadion Wankdorf, Bern Játékvezető: Abdulkadir Bitigen (török) |

| 2022. július 21. 19:00 |

| Rapid Wien | 0–0         | Lechia Gdańsk |
| ---------- | ----------- | ------------- |
|            | Jegyzőkönyv |               |

| Allianz Stadion, Bécs Játékvezető: Elchin Masiyev (azeri) |

| 2022. július 28. 19:45 |

| Lechia Gdańsk | 1–2               | Rapid Wien                    |
| ------------- | ----------------- | ----------------------------- |
| Zwoliński 82' | (0–2) Jegyzőkönyv | Kühn 16' Grüll 18' (11-esből) |

| Stadion Gdańsk, Gdańsk Játékvezető: Alessandro Dudic (svájci) |

| 2022. július 21. 18:00 (19:00 EEST) |

| SJK | 0–1               | Lillestrøm   |
| --- | ----------------- | ------------ |
|     | (0–0) Jegyzőkönyv | Dragsnes 68' |

| OmaSP Stadion, Seinäjoki Játékvezető: Marcel Birsan (román) |

| 2022. július 28. 19:00 |

| Lillestrøm                                    | 5–2               | SJK                   |
| --------------------------------------------- | ----------------- | --------------------- |
| Mathew 23' Friðjónsson 42' 56' 61' Rösler 85' | (2–1) Jegyzőkönyv | Laine 31' Rojas 90+1' |

| Åråsen Stadion, Lillestrøm Játékvezető: Iwan Arwel Griffith (walesi) |

| 2022. július 21. 21:15 (19:15 WET) |

| Breiðablik                                     | 2–0               | Budućnost Podgorica |
| ---------------------------------------------- | ----------------- | ------------------- |
| Steindórsson 88' Gunnlaugsson 90+6' (11-esből) | (0–0) Jegyzőkönyv |                     |

| Kópavogsvöllur, Kópavogur Játékvezető: Denys Shurman (ukrán) |

| 2022. július 28. 20:30 |

| Budućnost Podgorica    | 2–1               | Breiðablik      |
| ---------------------- | ----------------- | --------------- |
| Janković 38' Adžic 86' | (1–0) Jegyzőkönyv | Þorvaldsson 51' |

| Podgorica City Stadium, Podgorica Játékvezető: Tom Owen (walesi) |

| 2022. július 21. 20:45 |

| St. Patrick’s Athletic | 1–1               | Mura     |
| ---------------------- | ----------------- | -------- |
| Forrester 60'          | (0–1) Jegyzőkönyv | Daku 28' |

| Richmond Park, Dublin Játékvezető: Ishmael Barbara (máltai) |

| 2022. július 28. 20:00 |

| Mura                                                         | 0–0 (h. u.) | St. Patrick’s Athletic                                               |
| ------------------------------------------------------------ | ----------- | -------------------------------------------------------------------- |
|                                                              | Jegyzőkönyv |                                                                      |
| Büntetőpárbaj                                                |             |                                                                      |
| Bobičanec Majić Daku Klepač Šroler Beganović Obradović Cipot | 5–6         | Doyle Coughlan Cotter McClelland Grivosti Timmermans Atakayi Redmond |

| Fazanerija City Stadium, Muraszombat Játékvezető: Urs Schnyder (svájci) |

| 2022. július 21. 19:00 |

| St. Joseph’s | 0–4               | Slavia Praha                        |
| ------------ | ----------------- | ----------------------------------- |
|              | (0–3) Jegyzőkönyv | Sor 21' 32' Ewerton 45+1' Lingr 56' |

| Victoria Stadion, Gibraltár Játékvezető: Ívar Orri Kristjánsson (izlandi) |

| 2022. július 28. 19:00 |

| Slavia Praha                                                               | 7–0               | St. Joseph’s |
| -------------------------------------------------------------------------- | ----------------- | ------------ |
| Olayinka 18' 29' Jurečka 20' Fila 34' Tiéhi 49' Ewerton 90+3' Traoré 90+4' | (4–0) Jegyzőkönyv |              |

| Sinobo Stadion, Prága Játékvezető: Tomasz Musiał (lengyel) |

| 2022. július 21. 20:30 |

| Spartak Trnava             | 4–1               | Newtown    |
| -------------------------- | ----------------- | ---------- |
| Yusuf 17' 41' 44' Iván 75' | (3–1) Jegyzőkönyv | Cowans 23' |

| Štadión Antona Malatinského, Nagyszombat Játékvezető: Luka Bilbija (bosznia-hercegovinai) |

| 2022. július 28. 19:15 |

| Newtown                    | 1–2               | Spartak Trnava          |
| -------------------------- | ----------------- | ----------------------- |
| A. Williams 35' (11-esből) | (1–0) Jegyzőkönyv | Štefánik 73' Bukata 79' |

| Park Hall, Oswestry Játékvezető: Aristotelis Diamantopoulos (görög) |

| 2022. július 21. 18:30 (19:30 EEST) |

| Sūduva | 0–1               | Viborg     |
| ------ | ----------------- | ---------- |
|        | (0–0) Jegyzőkönyv | Berger 78' |

| Sūduva Stadium, Marijampolė Játékvezető: Georgi Davidov (bolgár) |

| 2022. július 28. 19:00 |

| Viborg  | 1–0               | Sūduva |
| ------- | ----------------- | ------ |
| Said 1' | (1–0) Jegyzőkönyv |        |

| Viborg Stadion, Viborg Játékvezető: Jamie Robinson (északír) |

| 2022. július 21. 20:00 |

| Víkingur | 0–2               | DAC Dunajská Streda      |
| -------- | ----------------- | ------------------------ |
|          | (0–1) Jegyzőkönyv | Krstović 8' Cigaņiks 81' |

| Tórsvøllur Stadio, Tórshavn Játékvezető: Nejc Kajtazović (szlovén) |

| 2022. július 28. 20:30 |

| DAC Dunajská Streda         | 2–0               | Víkingur |
| --------------------------- | ----------------- | -------- |
| Krstović 26' Veselovský 34' | (2–0) Jegyzőkönyv |          |

| MOL Aréna, Dunaszerdahely Játékvezető: Juxhin Xhaja (albán) |

| 2022. július 21. 18:30 |

| Pogoń Szczecin | 1–1               | Brøndby     |
| -------------- | ----------------- | ----------- |
| Zahović 85'    | (0–1) Jegyzőkönyv | Riveros 28' |

| Stadion Miejski im. Floriana Krygiera, Szczecin Játékvezető: Nenad Minaković (szerb) |

| 2022. július 28. 20:00 |

| Brøndby                                                  | 4–0               | Pogoń Szczecin |
| -------------------------------------------------------- | ----------------- | -------------- |
| Hedlund 17' (11-esből) 33' Kvistgaarden 52' Divković 62' | (2–0) Jegyzőkönyv |                |

| Brøndby Stadium, Brøndbyvester Játékvezető: Alexandre Boucaut (belga) |

| 2022. július 21. 20:30 |

| AZ Alkmaar            | 1–0               | Tuzla City |
| --------------------- | ----------------- | ---------- |
| de Wit 12' (11-esből) | (1–0) Jegyzőkönyv |            |

| AFAS Stadion, Alkmaar Játékvezető: Lukas Fähndrich (svájci) |

| 2022. július 28. 20:45 |

| Tuzla City | 0–4               | AZ Alkmaar                                    |
| ---------- | ----------------- | --------------------------------------------- |
|            | (0–1) Jegyzőkönyv | De Wit 34' Pavlidis 61' Lahdo 63' De Jong 81' |

| Stadion Grbavica, Szarajevó Játékvezető: Ashot Ghaltakhchyan (örmény) |

| 2022. július 21. 20:45 |

| Motherwell | 0–1               | Sligo Rovers |
| ---------- | ----------------- | ------------ |
|            | (0–1) Jegyzőkönyv | Keena 27'    |

| Fir Park, Motherwell Játékvezető: Kári á Høvdanum (feröeri) |

| 2022. július 28. 20:00 |

| Sligo Rovers         | 2–0               | Motherwell |
| -------------------- | ----------------- | ---------- |
| Blaney 4' Mata 90+1' | (1–0) Jegyzőkönyv |            |

| The Showgrounds, Sligo Játékvezető: Bojan Pandžić (svéd) |

| 2022. július 21. 18:00 |

| Molde                                                     | 4–1               | IF Elfsborg |
| --------------------------------------------------------- | ----------------- | ----------- |
| Kaasa 49' Haugen 55' Breivik 60' Mannsverk 81' (11-esből) | (0–1) Jegyzőkönyv | Alm 14'     |

| Aker Stadion, Molde Játékvezető: Willy Delajod (francia) |

| 2022. július 28. 18:45 |

| IF Elfsborg | 1–2               | Molde                  |
| ----------- | ----------------- | ---------------------- |
| Baidoo 40'  | (1–0) Jegyzőkönyv | Breivik 54' Fofana 83' |

| Borås Arena, Borås Játékvezető: Peter Bankes (angol) |

| 2022. július 21. 18:00 |

| Koper | 0–1               | Vaduz     |
| ----- | ----------------- | --------- |
|       | (0–0) Jegyzőkönyv | Cicek 53' |

| Bonifika Stadium, Koper Játékvezető: Bogár Gergő (magyar) |

| 2022. július 28. 20:00 |

| Vaduz       | 1–1 (h. u.)                 | Koper      |
| ----------- | --------------------------- | ---------- |
| Sasere 101' | (0–0, 0–1, 1–1) Jegyzőkönyv | Kotnik 88' |

| Rheinpark Stadion, Vaduz Játékvezető: Besfort Kasumi (koszovói) |

| 2022. július 21. 19:00 |

| B36 Tórshavn | 1–0               | Tre Fiori |
| ------------ | ----------------- | --------- |
| Johansen 84' | (0–0) Jegyzőkönyv |           |

| Gundadalur, Tórshavn Játékvezető: António Nobre (portugál) |

| 2022. július 28. 20:45 |

| Tre Fiori | 0–0         | B36 Tórshavn |
| --------- | ----------- | ------------ |
|           | Jegyzőkönyv |              |

| San Marino Stadium, Serravalle Játékvezető: Daniel Schlager (német) |

| 2022. július 21. 18:30 |

| Ružomberok | 0–3               | Riga                                       |
| ---------- | ----------------- | ------------------------------------------ |
|            | (0–2) Jegyzőkönyv | Torres 43' Soisalo 45' Douglas Aurélio 50' |

| Štadión pod Čebraťom, Rózsahegy Játékvezető: Genc Nuza (koszovói) |

| 2022. július 28. 19:00 |

| Riga                  | 2–1               | Ružomberok           |
| --------------------- | ----------------- | -------------------- |
| Babec 39' Soisalo 58' | (1–0) Jegyzőkönyv | Maslo 53' (11-esből) |

| Skonto Stadion, Riga Játékvezető: Jasmin Šabotić (luxemburgi) |

| 2022. július 21. 19:00 |

| Basel                | 2–0               | Crusaders |
| -------------------- | ----------------- | --------- |
| Ndoye 38' Szalai 48' | (1–0) Jegyzőkönyv |           |

| St. Jakob-Park, Bázel Játékvezető: Amine Kourgheli (fehérorosz) |

| 2022. július 28. 21:00 |

| Crusaders    | 1–1               | Basel      |
| ------------ | ----------------- | ---------- |
| B. Burns 53' | (0–1) Jegyzőkönyv | Millar 36' |

| Seaview, Belfast Játékvezető: David Šmajc (szlovén) |

| 2022. július 21. 19:00 |

| Antwerp | 0–0         | Drita |
| ------- | ----------- | ----- |
|         | Jegyzőkönyv |       |

| Bosuilstadion, Antwerpen Játékvezető: Philip Farrugia (máltai) |

| 2022. július 28. 20:00 |

| Drita | 0–2               | Antwerp                       |
| ----- | ----------------- | ----------------------------- |
|       | (0–0) Jegyzőkönyv | Krasniqi 53' Balikwisha 90+8' |

| Fadil Vokrri Stadium, Pristina Játékvezető: Sander van der Eijk (holland) |

| 2022. július 21. 19:00 |

| Petrocub Hîncești | 0–0         | Laçi |
| ----------------- | ----------- | ---- |
|                   | Jegyzőkönyv |      |

| Zimbru Stadion, Chișinău Játékvezető: Krzysztof Jakubik (lengyel) |

| 2022. július 28. 20:00 |

| Laçi         | 1–4               | Petrocub Hîncești                         |
| ------------ | ----------------- | ----------------------------------------- |
| Mazrekaj 38' | (1–0) Jegyzőkönyv | Cotogoi 54' Ambros 74' 75' Cojocaru 90+3' |

| Elbasan Aréna, Elbasan Játékvezető: Manuel Schüttengruber (osztrák) |

| 2022. július 21. 20:00 |

| Racing Union | 1–4               | Čukarički                              |
| ------------ | ----------------- | -------------------------------------- |
| Omrani 19'   | (1–2) Jegyzőkönyv | Kovač 16' 51' Mijailović 35' Lukić 66' |

| Stade de Luxembourg, Luxembourg Játékvezető: Viktor Shimusik (fehérorosz) |

| 2022. július 28. 20:00 |

| Čukarički                                    | 4–0               | Racing Union |
| -------------------------------------------- | ----------------- | ------------ |
| Badamosi 39' 41' Ivanović 52' Spasojević 73' | (2–0) Jegyzőkönyv |              |

| Čukarički Stadium, Belgrád Játékvezető: Bulat Sariyev (kazak) |

| 2022. július 21. 19:00 (20:00 EEST) |

| Levszki Szofija           | 2–0               | PAÓK |
| ------------------------- | ----------------- | ---- |
| Welton Felipe 1' Bari 19' | (2–0) Jegyzőkönyv |      |

| Vivacom Arena - Georgi Asparuhov, Szófia Játékvezető: Jérémie Pignard (francia) |

| 2022. július 28. 19:30 (20:30 EEST) |

| PAÓK       | 1–1               | Levszki Szofija |
| ---------- | ----------------- | --------------- |
| Dantas 56' | (0–1) Jegyzőkönyv | Ronaldo 25'     |

| Túmbasz Stadion, Szaloniki Játékvezető: César Soto Grado (spanyol) |

| 2022. július 21. 21:30 (20:30 WEST) |

| Vitória de Guimarães                  | 3–0               | Puskás Akadémia |
| ------------------------------------- | ----------------- | --------------- |
| Lameiras 4' Tiago Silva 39' Silva 65' | (2–0) Jegyzőkönyv |                 |

| Estádio D. Afonso Henriques, Guimarães Játékvezető: Henrik Nalbandyan (örmény) |

| 2022. július 28. 21:00 |

| Puskás Akadémia | 0–0         | Vitória de Guimarães |
| --------------- | ----------- | -------------------- |
|                 | Jegyzőkönyv |                      |

| Pancho Aréna, Felcsút Játékvezető: Jakob Alexander Sundberg (dán) |

| 2022. július 21. 20:30 |

| Rijeka     | 1–2               | Djurgårdens IF             |
| ---------- | ----------------- | -------------------------- |
| Vučkić 13' | (1–1) Jegyzőkönyv | Finndell 38' Edvardsen 54' |

| Stadion Rujevica, Fiume Játékvezető: Christian-Petru Ciochirca (osztrák) |

| 2022. július 28. 19:00 |

| Djurgårdens IF     | 2–0               | Rijeka |
| ------------------ | ----------------- | ------ |
| Hien 55' Banda 84' | (0–0) Jegyzőkönyv |        |

| Tele2 Arena, Stockholm Játékvezető: Snir Levy (izraeli) |

| 2022. július 21. 19:00 |

| Vorszkla Poltava                         | 3–2               | AIK                        |
| ---------------------------------------- | ----------------- | -------------------------- |
| Stepanyuk 4' Kozyrenko 24' Chelyadin 69' | (2–2) Jegyzőkönyv | Stefanelli 17' Larsson 44' |

| Tele2 Arena, Stockholm, Svédország Játékvezető: Urs Schnyder (svájci) |

| 2022. július 27. 19:00 |

| AIK                          | 2–0 (h. u.)                 | Vorszkla Poltava |
| ---------------------------- | --------------------------- | ---------------- |
| Mendes 45+3' Björnström 107' | (1–0, 1–0, 1–0) Jegyzőkönyv |                  |

| Friends Arena, Solna Játékvezető: Miloš Milanović (szerb) |

| 2022. július 21. 17:00 |

| Valmiera  | 1–2               | Skendija           |
| --------- | ----------------- | ------------------ |
| Guèye 45' | (1–1) Jegyzőkönyv | Doriev 9' Guri 63' |

| Daugava Stadion, Riga Játékvezető: Michal Ocenáš (szlovák) |

| 2022. július 28. 20:00 |

| Skendija                             | 3–1               | Valmiera   |
| ------------------------------------ | ----------------- | ---------- |
| Bejtulai 11' Doriev 33' Ramadani 85' | (2–1) Jegyzőkönyv | Murata 25' |

| Toše Proeski Arena, Szkopje Játékvezető: Kevin Clancy (skót) |

| 2022. július 21. 21:00 |

| Raków Częstochowa                                                      | 5–0               | Asztana |
| ---------------------------------------------------------------------- | ----------------- | ------- |
| Ivi 4' Wdowiak 42' Gutkovskis 66' Kocserhin 77' Tudor 90+4' (11-esből) | (2–0) Jegyzőkönyv |         |

| Miejski Stadion Piłkarski "Raków", Częstochowa Játékvezető: Goga Kikacheishvili (grúz) |

| 2022. július 28. 17:00 (21:00 ALMT) |

| Asztana | 0–1               | Raków Częstochowa |
| ------- | ----------------- | ----------------- |
|         | (0–1) Jegyzőkönyv | Kocserhin 16'     |

| Astana Arena, Nur-Szultan Játékvezető: Tomas Klima (cseh) |

| 2022. július 21. 18:00 |

| KuPS                       | 2–2               | Milsami Orhei          |
| -------------------------- | ----------------- | ---------------------- |
| Ikaunieks 46' Väyrynen 84' | (0–0) Jegyzőkönyv | Spătaru 60' Camara 87' |

| Kuopio Football Stadium, Kuopio Játékvezető: Aristotelis Diamantopoulos (görög) |

| 2022. július 28. 18:00 |

| Milsami Orhei | 1–4               | KuPS                                                |
| ------------- | ----------------- | --------------------------------------------------- |
| Gînsari 45+2' | (1–1) Jegyzőkönyv | Bispo 27' Miettinen 53' Carrillo 88' Valenčič 90+1' |

| District Sport Complex, Orhei Játékvezető: Trustin Farrugia Cann (máltai) |

| 2022. július 21. 19:00 |

| Sparta Praha | 0–0         | Viking |
| ------------ | ----------- | ------ |
|              | Jegyzőkönyv |        |

| Generali Arena, Prága Játékvezető: Manfredas Lukjančukas (litván) |

| 2022. július 28. 19:00 |

| Viking                   | 2–1               | Sparta Praha |
| ------------------------ | ----------------- | ------------ |
| Vevatne 45' Traoré 90+2' | (1–1) Jegyzőkönyv | Zelený 42'   |

| Viking Stadion, Stavanger Játékvezető: Visar Kastrati (koszovói) |

## 3. selejtezőkör
A 3. selejtezőkör sorsolását 2022. július 18-án, 14 órától tartották.

### 3. selejtezőkör, kiemelés
A 3. selejtezőkörben 54 csapat vett részt. 9 csapat lépett be ebben a körben és 45 továbbjutó volt a 2. selejtezőkörből. A kiemelés a klubok 2022-es együtthatói alapján történt. Azonos nemzetű csapatok nem kerülhettek egy párosításba. A csapatokat 6 csoportra osztották. A csapatok utáni sorszámot az UEFA határozta meg a sorsolás előtt. A sorsoláskor sorszámokat sorsoltak, a számokhoz tartozó csapatok kerültek párosításra. Az elsőként kisorsolt csapat volt az első mérkőzés pályaválasztója.
- T: A 2. selejtezőkörből továbbjutott csapat, a sorsoláskor nem volt ismert.
- A dőlt betűvel írt csapatok a 2. selejtezőkörben egy magasabb együtthatóval rendelkező csapat ellen győztek, és az ellenfél együtthatóját hozták magukkal.

| 1. csoport                                                                                    | 1. csoport                                                                                               | 2. csoport                                                                                             | 2. csoport                                                                                      | 3. csoport                                                                                                  | 3. csoport |
| Kiemelt                                                                                       | Nem kiemelt                                                                                              | Kiemelt                                                                                                | Nem kiemelt                                                                                     | Kiemelt | Nem kiemelt |
| --------------------------------------------------------------------------------------------- | --- | --- | ----------------------------------------------------------------------------------------------- | --- | --- |
| - İstanbul Başakşehir (T) (2) - Raków Częstochowa (T) (1) - Viking (T) (4) - Skendija (T) (3) | - Spartak Trnava (T) (5) - Sligo Rovers (T) (7) - Breiðablik (T) (6) - AIK (T) (8)                       | - Young Boys (T) (1) - Anderlecht (3) - Vitória Guimarães (T) (2) - Viborg (T) (4)                     | - Hajduk Split (6) - KuPS (T) (5) - Paide Linnameeskond (T) (8) - B36 Tórshavn (T) (7)          | - Basel (T) (1) - AZ Alkmaar (T) (2) - Antwerp (T) (3) - CSZKA Szofija (T) (4)                              | - Brøndby (T) (5) - Dundee United (6) - St. Patrick’s Athletic (T) (7) - Lillestrøm (T) (8)                           |
| 4. csoport                                                                                    | 4. csoport                                                                                               | 5. csoport                                                                                             | 5. csoport                                                                                      | 6. csoport                                                                                                  | 6. csoport |
| Kiemelt                                                                                       | Nem kiemelt                                                                                              | Kiemelt                                                                                                | Nem kiemelt                                                                                     | Kiemelt | Nem kiemelt |
| - Makkabi Tel-Aviv (T) (1) - APÓEL (T) (2) - FCSB (T) (3) - Wolfsberger (5) - Gil Vicente (4) | - Riga (T) (6) - Kizilzsar (T) (7) - Gżira United (T) (9) - DAC Dunajská Streda (T) (8) - Árisz (T) (10) | - Levszki Szofija (T) (5) - Molde (T) (2) - Rapid Wien (T) (3) - Hapóél Beér-Seva (T) (4) - Twente (1) | - Lugano (6) - Kisvárda (T) (7) - Neftçi (T) (8) - Čukarički (T) (10) - Ħamrun Spartans (T) (9) | - Slavia Praha (T) (1) - Zorja Luhanszk (2) - Konyaspor (T) (3) - Djurgårdens IF (T) (4) - Fehérvár (T) (5) | - Sepsi OSK (T) (6) - Universitatea Craiova (T) (7) - Vaduz (T) (8) - Petrocub Hîncești (T) (9) - Panathinaikósz (10) |

### 3. selejtezőkör, párosítások
Az első mérkőzéseket augusztus 3-án és 4-én, a második mérkőzéseket augusztus 11-én játszották. A párosítások győztesei a rájátszásba kerültek, a vesztesek kiestek.

| 1. csapat           | Össz.        | 2. csapat              | 1. mérk. | 2. mérk.   |
| ------------------- | ------------ | ---------------------- | -------- | ---------- |
| Spartak Trnava      | 0–3          | Raków Częstochowa      | 0–2      | 0–1        |
| AIK                 | 2–2 (t. 3–2) | Skendija               | 1–1      | 1–1 (h.u.) |
| Viking              | 5–2          | Sligo Rovers           | 5–1      | 0–1        |
| Breiðablik          | 1–6          | İstanbul Başakşehir    | 1–3      | 0–3        |
| KuPS                | 0–5          | Young Boys             | 0–2      | 0–3        |
| Paide Linnameeskond | 0–5          | Anderlecht             | 0–2      | 0–3        |
| Viborg              | 5–1          | B36 Tórshavn           | 3–0      | 2–1        |
| Hajduk Split        | 3–2          | Vitória de Guimarães   | 3–1      | 0–1        |
| Brøndby             | 2–2 (t. 1–3) | Basel                  | 1–0      | 1–2 (h.u.) |
| Lillestrøm          | 1–5          | Antwerp                | 1–3      | 0–2        |
| CSZKA Szofija       | 2–1          | St. Patrick’s Athletic | 0–1      | 2–0        |
| Dundee United       | 1–7          | AZ Alkmaar             | 1–0      | 0–7        |
| APÓEL               | 1–0          | Kizilzsar              | 1–0      | 0–0        |
| DAC Dunajská Streda | 0–2          | FCSB                   | 0–1      | 0–1        |
| Riga                | 1–5          | Gil Vicente            | 1–1      | 0–4        |
| Wolfsberger         | 4–0          | Gżira United           | 0–0      | 4–0        |
| Makkabi Tel-Aviv    | 3–2          | Árisz                  | 2–0      | 1–2        |
| Molde               | 4–2          | Kisvárda               | 3–0      | 1–2        |
| Neftçi              | 2–3          | Rapid Wien             | 2–1      | 0–2 (h.u.) |
| Lugano              | 1–5          | Hapóél Beér-Seva       | 0–2      | 1–3        |
| Ħamrun Spartans     | 2–2 (t. 4–1) | Levszki Szofija        | 0–1      | 2–1 (h.u.) |
| Čukarički           | 2–7          | Twente                 | 1–3      | 1–4        |
| Zorja Luhanszk      | 1–3          | Universitatea Craiova  | 1–0      | 0–3        |
| Vaduz               | 5–3          | Konyaspor              | 1–1      | 4–2        |
| Sepsi OSK           | 2–6          | Djurgårdens IF         | 1–3      | 1–3        |
| Fehérvár            | 7–1          | Petrocub Hîncești      | 5–0      | 2–1        |
| Slavia Praha        | 3–1          | Panathinaikósz         | 2–0      | 1–1        |

1. 1 2  A sorsoláshoz képest a pályaválasztói jogot felcserélték.

### 3. selejtezőkör, mérkőzések
| 2022. augusztus 4. 18:30 |

| Spartak Trnava | 0–2               | Raków Częstochowa        |
| -------------- | ----------------- | ------------------------ |
|                | (0–2) Jegyzőkönyv | Ivi 30' 45+1' (11-esből) |

| Anton Malatinský Stadium, Trnava Játékvezető: Igor Pajač (horvát) |

| 2022. augusztus 11. 18:00 |

| Raków Częstochowa | 1–0               | Spartak Trnava |
| ----------------- | ----------------- | -------------- |
| Kocserhin 68'     | (0–0) Jegyzőkönyv |                |

| Miejski Stadion Piłkarski "Raków", Częstochowa Játékvezető: Allard Lindhout (holland) |

| 2022. augusztus 4. 19:00 |

| AIK          | 1–1               | Skendija  |
| ------------ | ----------------- | --------- |
| Guidetti 17' | (1–1) Jegyzőkönyv | Hasani 1' |

| Friends Arena, Solna Játékvezető: Bram Van Driessche (belga) |

| 2022. augusztus 11. 20:00 |

| Skendija                            | 1–1 (h. u.)                 | AIK                                        |
| ----------------------------------- | --------------------------- | ------------------------------------------ |
| Hasani 22' (11-esből)               | (1–0, 1–1, 1–1) Jegyzőkönyv | Ayari 56'                                  |
| Büntetőpárbaj                       |                             |                                            |
| Stojanovski Dita Doriev Cake Hasani | 2–3                         | Larsson Hussein Stefanelli Björnström Ring |

| Toše Proeski Arena, Szkopje Játékvezető: Don Robertson (skót) |

| 2022. augusztus 4. 19:00 |

| Viking                                                      | 5–1               | Sligo Rovers          |
| ----------------------------------------------------------- | ----------------- | --------------------- |
| Tripić 4' Friðjónsson 8' Traoré 53' Sandberg 60' Austbø 86' | (2–0) Jegyzőkönyv | Cawley 89' (11-esből) |

| Viking Stadion, Stavanger Játékvezető: Radu Petrescu (román) |

| 2022. augusztus 11. 20:00 (19:00 IST) |

| Sligo Rovers   | 1–0               | Viking |
| -------------- | ----------------- | ------ |
| Fitzgerald 44' | (1–0) Jegyzőkönyv |        |

| The Showgrounds, Sligo Játékvezető: Novak Simović (szerb) |

| 2022. augusztus 4. 20:45 (18:45 WET) |

| Breiðablik       | 1–3               | İstanbul Başakşehir         |
| ---------------- | ----------------- | --------------------------- |
| V. Einarsson 63' | (0–1) Jegyzőkönyv | Aleksić 38' 90+2' Türüç 52' |

| Kópavogsvöllur, Kópavogur Játékvezető: Petri Viljanen (finn) |

| 2022. augusztus 11. 19:45 (20:45 TRT) |

| İstanbul Başakşehir             | 3–0               | Breiðablik |
| ------------------------------- | ----------------- | ---------- |
| Okaka 44' Touba 74' Aleksić 84' | (1–0) Jegyzőkönyv |            |

| Fatih Terim Stadium, Isztambul Játékvezető: Bognár Tamás (magyar) |

| 2022. augusztus 4. 18:00 (19:00 EEST) |

| KuPS | 0–2               | Young Boys                    |
| ---- | ----------------- | ----------------------------- |
|      | (0–2) Jegyzőkönyv | Nsame 25' (11-esből) Elia 40' |

| Veritas Stadium, Turku Játékvezető: Bogár Gergő (magyar) |

| 2022. augusztus 11. 21:00 |

| Young Boys              | 3–0               | KuPS |
| ----------------------- | ----------------- | ---- |
| Nsame 3' 57' Sierro 35' | (2–0) Jegyzőkönyv |      |

| Stadion Wankdorf, Bern Játékvezető: Stéphanie Frappart (francia) |

| 2022. augusztus 4. 18:45 (19:45 EEST) |

| Paide Linnameeskond | 0–2               | Anderlecht                |
| ------------------- | ----------------- | ------------------------- |
|                     | (0–2) Jegyzőkönyv | Refaelov 10' F. Silva 40' |

| Lilleküla Stadium, Tallinn Játékvezető: David Fuxman (izraeli) |

| 2022. augusztus 11. 20:00 |

| Anderlecht                      | 3–0               | Paide Linnameeskond |
| ------------------------------- | ----------------- | ------------------- |
| Fábio Silva 62' Murillo 71' 75' | (0–0) Jegyzőkönyv |                     |

| Constant Vanden Stock Stadium, Brüsszel Játékvezető: Giorgi Kruashvili (grúz) |

| 2022. augusztus 4. 19:00 |

| Viborg                                          | 3–0               | B36 Tórshavn |
| ----------------------------------------------- | ----------------- | ------------ |
| J. Jensen 21' (11-esből) Leemans 48' Ndione 52' | (1–0) Jegyzőkönyv |              |

| Viborg Stadion, Viborg Játékvezető: Henrik Nalbandyan (örmény) |

| 2022. augusztus 11. 20:00 (19:00 WEST) |

| B36 Tórshavn   | 1–2               | Viborg                 |
| -------------- | ----------------- | ---------------------- |
| Przybylski 79' | (0–0) Jegyzőkönyv | Mortimer 64' Jatta 86' |

| Tórsvøllur, Tórshavn Játékvezető: Pavel Orel (cseh) |

| 2022. augusztus 4. 21:00 |

| Hajduk Split                          | 3–1               | Vitória de Guimarães |
| ------------------------------------- | ----------------- | -------------------- |
| Sahiti 67' Melnjak 75' Krovinović 87' | (0–0) Jegyzőkönyv | Miguel Maga 61'      |

| Stadion Poljud, Split Játékvezető: Mohammed Al-Hakim (svéd) |

| 2022. augusztus 11. 18:00 (17:00 WEST) |

| Vitória de Guimarães | 1–0               | Hajduk Split |
| -------------------- | ----------------- | ------------ |
| Anderson 5'          | (1–0) Jegyzőkönyv |              |

| Estádio D. Afonso Henriques, Guimarães Játékvezető: Ali Palabıyık (török) |

| 2022. augusztus 4. 20:30 |

| Brøndby      | 1–0               | Basel |
| ------------ | ----------------- | ----- |
| Divković 74' | (0–0) Jegyzőkönyv |       |

| Brøndby Stadium, Brøndbyvester Játékvezető: Filip Glova (szlovák) |

| 2022. augusztus 11. 19:00 |

| Basel                            | 2–1 (h. u.)                 | Brøndby                     |
| -------------------------------- | --------------------------- | --------------------------- |
| Frei 40' (11-esből) Zeqiri 45+5' | (2–1, 2–1, 2–1) Jegyzőkönyv | Kvistgaarden 45+1'          |
| Büntetőpárbaj                    |                             |                             |
| Diouf Ndoye Szalai Males         | 3–1                         | Radošević Salech Greve Bjur |

| St. Jakob-Park, Basel Játékvezető: Christian Dingert (német) |

| 2022. augusztus 4. 19:00 |

| Lillestrøm    | 1–3               | Antwerp                          |
| ------------- | ----------------- | -------------------------------- |
| Knudsen 45+3' | (1–1) Jegyzőkönyv | D. Almeida 5' Nainggolan 50' 86' |

| Åråsen Stadion, Lillestrøm Játékvezető: Daniel Stefański (lengyel) |

| 2022. augusztus 11. 19:30 |

| Antwerp                     | 2–0               | Lillestrøm |
| --------------------------- | ----------------- | ---------- |
| Valencia 11' Verstraete 69' | (1–0) Jegyzőkönyv |            |

| Bosuilstadion, Antwerpen Játékvezető: Duje Strukan (horvát) |

| 2022. augusztus 4. 19:00 (20:00 EEST) |

| CSZKA Szofija | 0–1               | St. Patrick’s Athletic |
| ------------- | ----------------- | ---------------------- |
|               | (0–0) Jegyzőkönyv | Atakayi 87'            |

| Vasil Levski National Stadium, Szófia Játékvezető: Manuel Schüttengruber (osztrák) |

| 2022. augusztus 11. 20:45 (19:45 IST) |

| St. Patrick’s Athletic | 0–2               | CSZKA Szofija                      |
| ---------------------- | ----------------- | ---------------------------------- |
|                        | (0–1) Jegyzőkönyv | Garcez 12' Turitsov 81' (11-esből) |

| Tallaght Stadium, Dublin Játékvezető: Horațiu Feșnic (román) |

| 2022. augusztus 4. 21:00 (20:00 BST) |

| Dundee United | 1–0               | AZ Alkmaar |
| ------------- | ----------------- | ---------- |
| Middleton 61' | (0–0) Jegyzőkönyv |            |

| Tannadice Park, Dundee Játékvezető: Vítor Ferreira (portugál) |

| 2022. augusztus 11. 21:00 |

| AZ Alkmaar                                                           | 7–0               | Dundee United |
| -------------------------------------------------------------------- | ----------------- | ------------- |
| Pavlidis 21' 36' Reijnders 31' 41' Evjen 44' D. de Wit 46' Lahdo 74' | (5–0) Jegyzőkönyv |               |

| AFAS Stadion, Alkmaar Játékvezető: Antonio Mateu Lahoz (spanyol) |

| 2022. augusztus 4. 19:00 (20:00 EEST) |

| APÓEL     | 1–0               | Kizilzsar |
| --------- | ----------------- | --------- |
| Efrem 27' | (1–0) Jegyzőkönyv |           |

| GSZP Stadion, Nicosia Játékvezető: Erik Lambrechts (belga) |

| 2022. augusztus 11. 14:00 (18:00 ALMT) |

| Kizilzsar | 0–0         | APÓEL |
| --------- | ----------- | ----- |
|           | Jegyzőkönyv |       |

| Astana Arena, Nur-Szultan Játékvezető: Daniel Siebert (német) |

| 2022. augusztus 4. 20:30 |

| DAC Dunajská Streda | 0–1               | FCSB     |
| ------------------- | ----------------- | -------- |
|                     | (0–0) Jegyzőkönyv | Tamm 69' |

| MOL Aréna, Dunaszerdahely Játékvezető: Rade Obrenovič (szlovén) |

| 2022. augusztus 11. 19:30 (20:30 EEST) |

| FCSB       | 1–0               | DAC Dunajská Streda |
| ---------- | ----------------- | ------------------- |
| Cordea 28' | (1–0) Jegyzőkönyv |                     |

| Arena Națională, Bukarest Játékvezető: Aliyar Aghayev (azeri) |

| 2022. augusztus 4. 19:00 (20:00 EEST) |

| Riga        | 1–1               | Gil Vicente |
| ----------- | ----------------- | ----------- |
| Aurélio 18' | (1–0) Jegyzőkönyv | Boselli 63' |

| Skonto Stadium, Riga Játékvezető: Jakob Kehlet (dán) |

| 2022. augusztus 11. 21:00 (20:00 WEST) |

| Gil Vicente                                                   | 4–0               | Riga |
| ------------------------------------------------------------- | ----------------- | ---- |
| Ngonda 16' (öngól) Villodres 22' Navarro 45+1' 76' (11-esből) | (3–0) Jegyzőkönyv |      |

| Estádio Cidade de Barcelos, Barcelos Játékvezető: Mikola Balakin (ukrán) |

| 2022. augusztus 4. 19:30 |

| Wolfsberger | 0–0         | Gżira United |
| ----------- | ----------- | ------------ |
|             | Jegyzőkönyv |              |

| Wörthersee Stadion, Klagenfurt Játékvezető: Urs Schnyder (svájci) |

| 2022. augusztus 11. 18:00 |

| Gżira United | 0–4               | Wolfsberger                                                 |
| ------------ | ----------------- | ----------------------------------------------------------- |
|              | (0–2) Jegyzőkönyv | Baribo 12' Baumgartner 33' Röcher 59' (11-esből) Boakye 84' |

| Centenary Stadion, Ta' Qali Játékvezető: Nick Walsh (skót) |

| 2022. augusztus 4. 19:00 (20:00 IDT) |

| Makkabi Tel-Aviv         | 2–0               | Árisz |
| ------------------------ | ----------------- | ----- |
| Jovanović 29' Zahavi 84' | (1–0) Jegyzőkönyv |       |

| Bloomfield Stadium, Tel-Aviv Játékvezető: Dennis Higler (holland) |

| 2022. augusztus 11. 20:00 (21:00 EEST) |

| Árisz                            | 2–1               | Makkabi Tel-Aviv |
| -------------------------------- | ----------------- | ---------------- |
| Gray 60' (11-esből) Doukouré 81' | (0–0) Jegyzőkönyv | Zahavi 74'       |

| Kleanthis Vikelidis Stadium, Szaloniki Játékvezető: John Beaton (skót) |

| 2022. augusztus 4. 19:00 |

| Molde                             | 3–0               | Kisvárda |
| --------------------------------- | ----------------- | -------- |
| Hussain 63' Fofana 81' Linnes 82' | (0–0) Jegyzőkönyv |          |

| Aker Stadion, Molde Játékvezető: Igor Stojchevski (északmacedón) |

| 2022. augusztus 11. 21:00 |

| Kisvárda      | 2–1               | Molde         |
| ------------- | ----------------- | ------------- |
| Asani 14' 29' | (2–0) Jegyzőkönyv | Mannsverk 69' |

| Várkerti Stadion, Kisvárda Játékvezető: Alain Durieux (luxemburgi) |

| 2022. augusztus 4. 19:00 (21:00 AZT) |

| Neftçi              | 2–1               | Rapid Wien        |
| ------------------- | ----------------- | ----------------- |
| Jaber 44' Saief 60' | (1–0) Jegyzőkönyv | Burgstaller 90+5' |

| Bakcell Arena, Baku Játékvezető: Dario Bel (horvát) |

| 2022. augusztus 11. 20:30 |

| Rapid Wien            | 2–0 (h. u.)                 | Neftçi |
| --------------------- | --------------------------- | ------ |
| Grüll 66' Druijf 112' | (0–0, 1–0, 1–0) Jegyzőkönyv |        |

| Allianz Stadion, Bécs Játékvezető: Rohit Saggi (norvég) |

| 2022. augusztus 4. 20:00 |

| Lugano | 0–2               | Hapóél Beér-Seva       |
| ------ | ----------------- | ---------------------- |
|        | (0–1) Jegyzőkönyv | Yosefi 39' Selmani 85' |

| Cornaredo Stadium, Lugano Játékvezető: Michael Fabbri (olasz) |

| 2022. augusztus 11. 19:00 (20:00 IDT) |

| Hapóél Beér-Seva                                | 3–1               | Lugano                 |
| ----------------------------------------------- | ----------------- | ---------------------- |
| Miguel Vitor 51' Hajdari 61' (öngól) Hatuel 85' | (0–0) Jegyzőkönyv | Doumbia 73' (11-esből) |

| Netanya Stadium, Netanya Játékvezető: Juan Martínez Munuera (spanyol) |

| 2022. augusztus 4. 20:00 |

| Ħamrun Spartans | 0–1               | Levszki Szofija  |
| --------------- | ----------------- | ---------------- |
|                 | (0–0) Jegyzőkönyv | F. Krastev 90+5' |

| National Stadium, Ta' Qali Játékvezető: Willy Delajod (francia) |

| 2022. augusztus 11. 20:00 (21:00 EEST) |

| Levszki Szofija           | 1–2 (h. u.)                 | Ħamrun Spartans                       |
| ------------------------- | --------------------------- | ------------------------------------- |
| Tsunami 90+1'             | (0–0, 1–2, 1–2) Jegyzőkönyv | Guillaumier 78' Camenzuli 90+2'       |
| Büntetőpárbaj             |                             |                                       |
| Petkov Tsunami F. Krastev | 1–4                         | Freitas Montebello Guillaumier Fedele |

| Stadion Georgi Asparuhov, Szófia Játékvezető: Kovács István (román) |

| 2022. augusztus 4. 20:00 |

| Čukarički | 1–3               | Twente                      |
| --------- | ----------------- | --------------------------- |
| Kovač 59' | (0–3) Jegyzőkönyv | Rots 8' Vlap 31' Brenet 43' |

| Partizan Stadion, Belgrád Játékvezető: Harald Lechner (osztrák) |

| 2022. augusztus 11. 19:00 |

| Twente                                   | 4–1               | Čukarički |
| ---------------------------------------- | ----------------- | --------- |
| R. Pröpper 16' Vlap 34' Tzolis 84' 90+2' | (2–1) Jegyzőkönyv | Adžić 7'  |

| De Grolsch Veste, Enschede Játékvezető: Kristo Tohver (észt) |

| 2022. augusztus 4. 19:30 |

| Zorja Luhanszk | 1–0               | Universitatea Craiova |
| -------------- | ----------------- | --------------------- |
| Nahnoynyi 56'  | (0–0) Jegyzőkönyv |                       |

| Arena Lublin, Lublin, Lengyelország Játékvezető: Georgi Davidov (bolgár) |

| 2022. augusztus 11. 19:30 (20:30 EEST) |

| Universitatea Craiova             | 3–0               | Zorja Luhanszk |
| --------------------------------- | ----------------- | -------------- |
| R. Silva 5' Baiaram 53' Crețu 57' | (1–0) Jegyzőkönyv |                |

| Stadionul Ion Oblemenco, Craiova Játékvezető: Matej Jug (szlovén) |

| 2022. augusztus 4. 20:00 |

| Vaduz      | 1–1               | Konyaspor |
| ---------- | ----------------- | --------- |
| Sasere 72' | (0–0) Jegyzőkönyv | Demir 88' |

| Rheinpark Stadion, Vaduz Játékvezető: Manfredas Lukjančukas (litván) |

| 2022. augusztus 11. 19:00 (20:00 TRT) |

| Konyaspor                                     | 2–4               | Vaduz                               |
| --------------------------------------------- | ----------------- | ----------------------------------- |
| Guilherme 18' (11-esből) Hadžiahmetović 90+5' | (1–2) Jegyzőkönyv | Gasser 28' 89' Sutter 31' Cicek 67' |

| Konya Metropolitan Municipality Stadium, Konya Játékvezető: Guillermo Cuadra Fernández (spanyol) |

| 2022. augusztus 4. 20:00 (21:00 EEST) |

| Sepsi OSK              | 1–3               | Djurgårdens IF                         |
| ---------------------- | ----------------- | -------------------------------------- |
| Tudorie 79' (11-esből) | (0–2) Jegyzőkönyv | Edvardsen 26' (11-esből) Asoro 31' 54' |

| Stadionul Sepsi Arena, Sepsiszentgyörgy Játékvezető: Paweł Raczkowski (lengyel) |

| 2022. augusztus 11. 19:00 |

| Djurgårdens IF             | 3–1               | Sepsi OSK |
| -------------------------- | ----------------- | --------- |
| Finndell 12' Asoro 23' 71' | (2–1) Jegyzőkönyv | Matei 8'  |

| Tele2 Arena, Stockholm Játékvezető: Sascha Stegemann (német) |

| 2022. augusztus 4. 20:55 |

| Fehérvár                                                                          | 5–0               | Petrocub Hîncești |
| --------------------------------------------------------------------------------- | ----------------- | ----------------- |
| Dárdai 20' Kodro 23' (11-esből) Stopira 35' Petryak 66' Zivzivadze 88' (11-esből) | (3–0) Jegyzőkönyv |                   |

| MOL Aréna Sóstó, Székesfehérvár Játékvezető: Vilhjálmur Alvar Þórarinsson (izlandi) |

| 2022. augusztus 11. 19:00 (20:00 EEST) |

| Petrocub Hîncești    | 1–2               | Fehérvár           |
| -------------------- | ----------------- | ------------------ |
| Sandu 34' (11-esből) | (1–2) Jegyzőkönyv | Zivzivadze 31' 39' |

| Zimbru Stadion, Chișinău Játékvezető: Jérôme Brisard (francia) |

| 2022. augusztus 4. 19:00 |

| Slavia Praha           | 2–0               | Panathinaikósz |
| ---------------------- | ----------------- | -------------- |
| Schranz 45+2' Usor 56' | (1–0) Jegyzőkönyv |                |

| Fortuna Arena, Prága Játékvezető: Ruddy Buquet (francia) |

| 2022. augusztus 11. 19:30 (20:30 EEST) |

| Panathinaikósz | 1–1               | Slavia Praha  |
| -------------- | ----------------- | ------------- |
| Šporar 58'     | (0–0) Jegyzőkönyv | Jurečka 90+5' |

| Leoforos Alexandras Stadium, Athén Játékvezető: Peter Bankes (angol) |

## Rájátszás
A rájátszás sorsolását 2022. augusztus 2-án 14 órától tartották.

### Rájátszás, kiemelés
A rájátszásban 34 csapat vett részt. 5 csapat lépett be ebben a körben és 27 továbbjutó volt a 3. selejtezőkörből. A kiemelés a klubok 2022-es együtthatói alapján történt. Azonos nemzetű csapatok nem kerülhettek egy párosításba. A csapatokat 4 csoportra osztották. A csapatok utáni sorszámot az UEFA határozta meg a sorsolás előtt. A sorsoláskor sorszámokat sorsoltak, a számokhoz tartozó csapatok kerültek párosításra. Az elsőként kisorsolt csapat volt az első mérkőzés pályaválasztója.
- EL: Az EL 3. selejtezőköréből kieső csapat, a sorsoláskor nem volt ismert.
- T: A 3. selejtezőkörből továbbjutott csapat, a sorsoláskor nem volt ismert.
- A dőlt betűvel írt csapatok a 3. selejtezőkörben egy magasabb együtthatóval rendelkező csapat ellen játszottak, és az ellenfél együtthatóját hozták magukkal.

| 1. csoport                                                                                  | 1. csoport                                                                                          | 2. csoport                                                                                          | 2. csoport                                                                                       |
| Kiemelt                                                                                     | Nem kiemelt                                                                                         | Kiemelt                                                                                             | Nem kiemelt                                                                                      |
| ------------------------------------------------------------------------------------------- | --------------------------------------------------------------------------------------------------- | --------------------------------------------------------------------------------------------------- | ------------------------------------------------------------------------------------------------ |
| - Basel (T) (1) - İstanbul Başakşehir (T) (2) - APÓEL (T) (3) - Fiorentina (4)              | - Antwerp (T) (8) - CSZKA Szofija (T) (7) - Twente (T) (6) - Djurgårdens IF (T) (5)                 | - Villarreal (4) - Makkabi Tel-Aviv (T) (3) - FCSB (T) (2) - Rapid Wien (T) (1)                     | - Nice (5) - Hajduk Split (T) (6) - Vaduz (T) (7) - Viking (T) (8)                               |
| 3. csoport                                                                                  | 3. csoport                                                                                          | 4. csoport                                                                                          | 4. csoport                                                                                       |
| Kiemelt                                                                                     | Nem kiemelt                                                                                         | Kiemelt                                                                                             | Nem kiemelt                                                                                      |
| - Slavia Praha (T) (1) - Partizan (EL) (2) - Universitatea Craiova (T) (3) - 1. FC Köln (4) | - Hapóél Beér-Seva (T) (5) - Fehérvár (T) (6) - Raków Częstochowa (T) (7) - Ħamrun Spartans (T) (8) | - Young Boys (T) (1) - AZ Alkmaar (T) (2) - West Ham United (3) - Molde (T) (4) - Slovácko (EL) (5) | - Anderlecht (T) (6) - Wolfsberger (T) (7) - Gil Vicente (T) (8) - AIK (T) (9) - Viborg (T) (10) |

### Rájátszás, párosítások
Az első mérkőzéseket augusztus 18-án, a második mérkőzéseket augusztus 25-én játszották. A párosítások győztesei a csoportkörbe kerültek, a vesztesek kiestek.

| 1. csapat             | Össz.        | 2. csapat        | 1. mérk. | 2. mérk.   |
| --------------------- | ------------ | ---------------- | -------- | ---------- |
| CSZKA Szofija         | 1–2          | Basel            | 1–0      | 0–2        |
| Vaduz                 | 2–1          | Rapid Wien       | 1–1      | 1–0        |
| Raków Częstochowa     | 2–3          | Slavia Praha     | 2–1      | 0–2 (h.u.) |
| Djurgårdens IF        | 5–3          | APÓEL            | 3–0      | 2–3        |
| Makkabi Tel-Aviv      | 1–2          | Nice             | 1–0      | 0–2 (h.u.) |
| Universitatea Craiova | 2–2 (t. 3–4) | Hapóél Beér-Seva | 1–1      | 1–1 (h.u.) |
| İstanbul Başakşehir   | 4–2          | Antwerp          | 1–1      | 3–1        |
| FCSB                  | 4–3          | Viking           | 1–2      | 3–1        |
| Partizan              | 7–4          | Ħamrun Spartans  | 4–1      | 3–3        |
| Fiorentina            | 2–1          | Twente           | 2–1      | 0–0        |
| Villarreal            | 6–2          | Hajduk Split     | 4–2      | 2–0        |
| 1. FC Köln            | 4–2          | Fehérvár         | 1–2      | 3–0        |
| West Ham United       | 6–1          | Viborg           | 3–1      | 3–0        |
| Young Boys            | 1–1 (t. 1–3) | Anderlecht       | 0–1      | 1–0 (h.u.) |
| Slovácko              | 4–0          | AIK              | 3–0      | 1–0        |
| Molde                 | 4–1          | Wolfsberger      | 0–1      | 4–0        |
| AZ Alkmaar            | 6–1          | Gil Vicente      | 4–0      | 2–1        |

1. ↑  A sorsoláshoz képest a pályaválasztói jogot felcserélték.

### Rájátszás, mérkőzések
| 2022. augusztus 18. 19:00 (20:00 EEST) |

| CSZKA Szofija     | 1–0               | Basel |
| ----------------- | ----------------- | ----- |
| López 70' (öngól) | (0–0) Jegyzőkönyv |       |

| Vasil Levski National Stadium, Szófia Játékvezető: Duje Strukan (horvát) |

| 2022. augusztus 25. 19:00 |

| Basel             | 2–0               | CSZKA Szofija |
| ----------------- | ----------------- | ------------- |
| Frei 66' Lang 84' | (0–0) Jegyzőkönyv |               |

| St. Jakob-Park, Bázel Játékvezető: António Nobre (portugál) |

| 2022. augusztus 18. 21:00 |

| Vaduz      | 1–1               | Rapid Wien |
| ---------- | ----------------- | ---------- |
| Ulrich 10' | (1–0) Jegyzőkönyv | Druijf 53' |

| Rheinpark Stadion, Vaduz Játékvezető: Kristo Tohver (észt) |

| 2022. augusztus 25. 21:00 |

| Rapid Wien | 0–1               | Vaduz     |
| ---------- | ----------------- | --------- |
|            | (0–1) Jegyzőkönyv | Cicek 22' |

| Allianz Stadion, Bécs Játékvezető: Rade Obrenovič (szlovén) |

| 2022. augusztus 18. 18:00 |

| Raków Częstochowa | 2–1               | Slavia Praha |
| ----------------- | ----------------- | ------------ |
| Ivi 29' Tudor 61' | (1–0) Jegyzőkönyv | Holeš 60'    |

| Miejski Stadion Piłkarski "Raków", Częstochowa Játékvezető: Rohit Saggi (norvég) |

| 2022. augusztus 25. 19:00 |

| Slavia Praha            | 2–0 (h. u.)                 | Raków Częstochowa |
| ----------------------- | --------------------------- | ----------------- |
| Usor 62' Schranz 120+2' | (0–0, 1–0, 1–0) Jegyzőkönyv |                   |

| Fortuna Arena, Prága Játékvezető: Craig Pawson (angol) |

| 2022. augusztus 18. 18:45 |

| Djurgårdens IF                     | 3–0               | APÓEL |
| ---------------------------------- | ----------------- | ----- |
| Edvardsen 9' Ekdal 54' Wikheim 65' | (1–0) Jegyzőkönyv |       |

| Tele2 Arena, Stockholm Játékvezető: Juxhin Xhaja (albán) |

| 2022. augusztus 25. 18:00 (19:00 EEST) |

| APÓEL                              | 3–2               | Djurgårdens IF            |
| ---------------------------------- | ----------------- | ------------------------- |
| Maglica 7' Blum 23' Marquinhos 74' | (2–0) Jegyzőkönyv | Andersson 68' Asoro 90+1' |

| GSZP Stadion, Nicosia Játékvezető: Roi Reinshreiber (izraeli) |

| 2022. augusztus 18. 19:00 (20:00 IDT) |

| Makkabi Tel-Aviv | 1–0               | Nice |
| ---------------- | ----------------- | ---- |
| Perica 74'       | (0–0) Jegyzőkönyv |      |

| Bloomfield Stadion, Tel-Aviv Játékvezető: Allard Lindhout (holland) |

| 2022. augusztus 25. 20:00 |

| Nice                              | 2–0 (h. u.)                 | Makkabi Tel-Aviv |
| --------------------------------- | --------------------------- | ---------------- |
| Claude-Maurice 25' Beka Beka 113' | (1–0, 1–0, 1–0) Jegyzőkönyv |                  |

| Allianz Riviera, Nice Játékvezető: Sascha Stegemann (német) |

| 2022. augusztus 18. 19:30 (20:30 EEST) |

| Universitatea Craiova | 1–1               | Hapóél Beér-Seva |
| --------------------- | ----------------- | ---------------- |
| Ivan 75'              | (0–0) Jegyzőkönyv | Hatuel 70'       |

| Stadionul Municipal, Szörényvár Játékvezető: Nick Walsh (skót) |

| 2022. augusztus 25. 19:00 (20:00 IDT) |

| Hapóél Beér-Seva                | 1–1 (h. u.)                 | Universitatea Craiova            |
| ------------------------------- | --------------------------- | -------------------------------- |
| Hemed 105+1'                    | (0–0, 0–0, 1–1) Jegyzőkönyv | Roguljić 105'                    |
| Büntetőpárbaj                   |                             |                                  |
| Suleymanov Keltjens Lopes Dadia | 4–3                         | Roguljić Ivan Nistor Găman Bancu |

| Turner Stadion, Beér-Seva Játékvezető: Erik Lambrechts (belga) |

| 2022. augusztus 18. 19:45 (20:45 TRT) |

| İstanbul Başakşehir | 1–1               | Antwerp     |
| ------------------- | ----------------- | ----------- |
| Chouiar 54'         | (0–0) Jegyzőkönyv | Almeida 87' |

| Fatih Terim Stadium, Isztambul Játékvezető: Jérôme Brisard (francia) |

| 2022. augusztus 25. 20:45 |

| Antwerp             | 1–3               | İstanbul Başakşehir            |
| ------------------- | ----------------- | ------------------------------ |
| Frey 56' (11-esből) | (0–1) Jegyzőkönyv | Özcan 8' Okaka 58' Aleksić 83' |

| Bosuilstadion, Antwerpen Játékvezető: Manuel Schüttengruber (osztrák) |

| 2022. augusztus 18. 20:30 (21:30 EEST) |

| FCSB     | 1–2               | Viking                 |
| -------- | ----------------- | ---------------------- |
| Coman 3' | (1–2) Jegyzőkönyv | Kabran 5' Bjørshol 35' |

| Arena Națională, Bukarest Játékvezető: Giorgi Kruashvili (grúz) |

| 2022. augusztus 25. 19:00 |

| Viking                | 1–3               | FCSB                                             |
| --------------------- | ----------------- | ------------------------------------------------ |
| Tripić 26' (11-esből) | (1–1) Jegyzőkönyv | Edjouma 2' Cordea 54' Radunović 90+4' (11-esből) |

| Viking Stadion, Stavanger Játékvezető: Bognár Tamás (magyar) |

| 2022. augusztus 18. 21:00 |

| Partizan                                       | 4–1               | Ħamrun Spartans |
| ---------------------------------------------- | ----------------- | --------------- |
| Gomes 15' Urošević 25' Diabaté 33' Andrade 77' | (3–0) Jegyzőkönyv | Guillaumier 52' |

| Partizan Stadium, Belgrád Játékvezető: Filip Glova (szlovák) |

| 2022. augusztus 25. 20:00 |

| Ħamrun Spartans                                         | 3–3               | Partizan                     |
| ------------------------------------------------------- | ----------------- | ---------------------------- |
| Prša 27' Freitas 82' (11-esből) Fedele 90+1' (11-esből) | (1–1) Jegyzőkönyv | Ricardo 34' 78' Urošević 72' |

| National Stadium, Ta' Qali Játékvezető: Jakob Kehlet (dán) |

| 2022. augusztus 18. 21:00 |

| Fiorentina             | 2–1               | Twente    |
| ---------------------- | ----------------- | --------- |
| González 2' Cabral 31' | (2–0) Jegyzőkönyv | Černý 64' |

| Stadio Artemio Franchi, Firenze Játékvezető: Daniel Stefański (lengyel) |

| 2022. augusztus 25. 19:00 |

| Twente | 0–0         | Fiorentina |
| ------ | ----------- | ---------- |
|        | Jegyzőkönyv |            |

| De Grolsch Veste, Enschede Játékvezető: Radu Petrescu (román) |

| 2022. augusztus 18. 20:45 |

| Villarreal                                      | 4–2               | Hajduk Split                   |
| ----------------------------------------------- | ----------------- | ------------------------------ |
| Morales 15' 36' Livaja 19' (öngól) Gerard 45+1' | (4–1) Jegyzőkönyv | Biuk 2' Fossati 85' (11-esből) |

| Ciutat de València, Valencia Játékvezető: Aleksei Kulbakov (fehérorosz) |

| 2022. augusztus 25. 21:00 |

| Hajduk Split | 0–2               | Villarreal                |
| ------------ | ----------------- | ------------------------- |
|              | (0–1) Jegyzőkönyv | Pedraza 37' Chukwueze 56' |

| Stadion Poljud, Split Játékvezető: Andris Treimanis (lett) |

| 2022. augusztus 18. 20:30 |

| 1. FC Köln | 1–2               | Fehérvár                  |
| ---------- | ----------------- | ------------------------- |
| Dietz 14'  | (1–2) Jegyzőkönyv | Zivzivadze 32' Dárdai 40' |

| RheinEnergieStadion, Köln Játékvezető: Tiago Martins (portugál) |

| 2022. augusztus 25. 19:00 |

| Fehérvár | 0–3               | 1. FC Köln                                |
| -------- | ----------------- | ----------------------------------------- |
|          | (0–1) Jegyzőkönyv | Hübers 10' esz-Szhírí 46' Schindler 90+4' |

| MOL Aréna Sóstó, Székesfehérvár Játékvezető: Ali Palabıyık (török) |

| 2022. augusztus 18. 20:45 (19:45 BST) |

| West Ham United                    | 3–1               | Viborg    |
| ---------------------------------- | ----------------- | --------- |
| Scamacca 24' Bowen 64' Antonio 78' | (1–0) Jegyzőkönyv | Bonde 69' |

| London Stadion, London Játékvezető: Marco Di Bello (olasz) |

| 2022. augusztus 25. 19:00 |

| Viborg | 0–3               | West Ham United                      |
| ------ | ----------------- | ------------------------------------ |
|        | (0–1) Jegyzőkönyv | Scamacca 22' Benráhma 51' Souček 64' |

| Viborg Stadion, Viborg Játékvezető: Harald Lechner (osztrák) |

| 2022. augusztus 18. 19:00 |

| Young Boys | 0–1               | Anderlecht   |
| ---------- | ----------------- | ------------ |
|            | (0–0) Jegyzőkönyv | Delcroix 57' |

| Stadion Wankdorf, Bern Játékvezető: Alekszandar Sztavrev (északmacedón) |

| 2022. augusztus 25. 20:00 |

| Anderlecht                       | 0–1               | Young Boys                         |
| -------------------------------- | ----------------- | ---------------------------------- |
|                                  | (0–1) Jegyzőkönyv | Elia 26'                           |
| Büntetőpárbaj                    |                   |                                    |
| Hoedt Stroeykens Sadiki Esposito | 3–1               | Rieder Rrudhani Imeri Lustenberger |

| Constant Vanden Stock Stadion, Brüsszel Játékvezető: Serhiy Boyko (ukrán) |

| 2022. augusztus 18. 19:00 |

| Slovácko                                 | 3–0               | AIK |
| ---------------------------------------- | ----------------- | --- |
| Petržela 28' Sinyavskiy 77' Reinberk 80' | (1–0) Jegyzőkönyv |     |

| Městský fotbalový stadion Miroslava Valenty, Uherské Hradiště Játékvezető: Horațiu Feșnic (román) |

| 2022. augusztus 25. 19:00 |

| AIK | 0–1               | Slovácko       |
| --- | ----------------- | -------------- |
|     | (0–0) Jegyzőkönyv | Sinyavskiy 76' |

| Friends Arena, Solna Játékvezető: Donatas Rumšas (litván) |

| 2022. augusztus 18. 19:00 |

| Molde | 0–1               | Wolfsberger |
| ----- | ----------------- | ----------- |
|       | (0–1) Jegyzőkönyv | Baribo 22'  |

| Aker Stadion, Molde Játékvezető: Anastasios Papapetrou (görög) |

| 2022. augusztus 25. 19:00 |

| Wolfsberger | 0–4               | Molde                                          |
| ----------- | ----------------- | ---------------------------------------------- |
|             | (0–2) Jegyzőkönyv | Breivik 6' Mannsverk 34' Brynhildsen 72' 90+3' |

| Wörthersee Stadion, Klagenfurt Játékvezető: Rob Harvey (ír) |

| 2022. augusztus 18. 21:00 |

| AZ Alkmaar                                         | 4–0               | Gil Vicente |
| -------------------------------------------------- | ----------------- | ----------- |
| D. de Wit 24' Lahdo 78' Pavlidis 85' M. de Wit 89' | (1–0) Jegyzőkönyv |             |

| AFAS Stadion, Alkmaar Játékvezető: Guillermo Cuadra Fernández (spanyol) |

| 2022. augusztus 25. 19:00 (18:00 WEST) |

| Gil Vicente | 1–2               | AZ Alkmaar              |
| ----------- | ----------------- | ----------------------- |
| Boselli 86' | (0–0) Jegyzőkönyv | Evjen 60' Reijnders 64' |

| Estádio Cidade de Barcelos, Barcelos Játékvezető: Fran Jović (horvát) |